# American Football

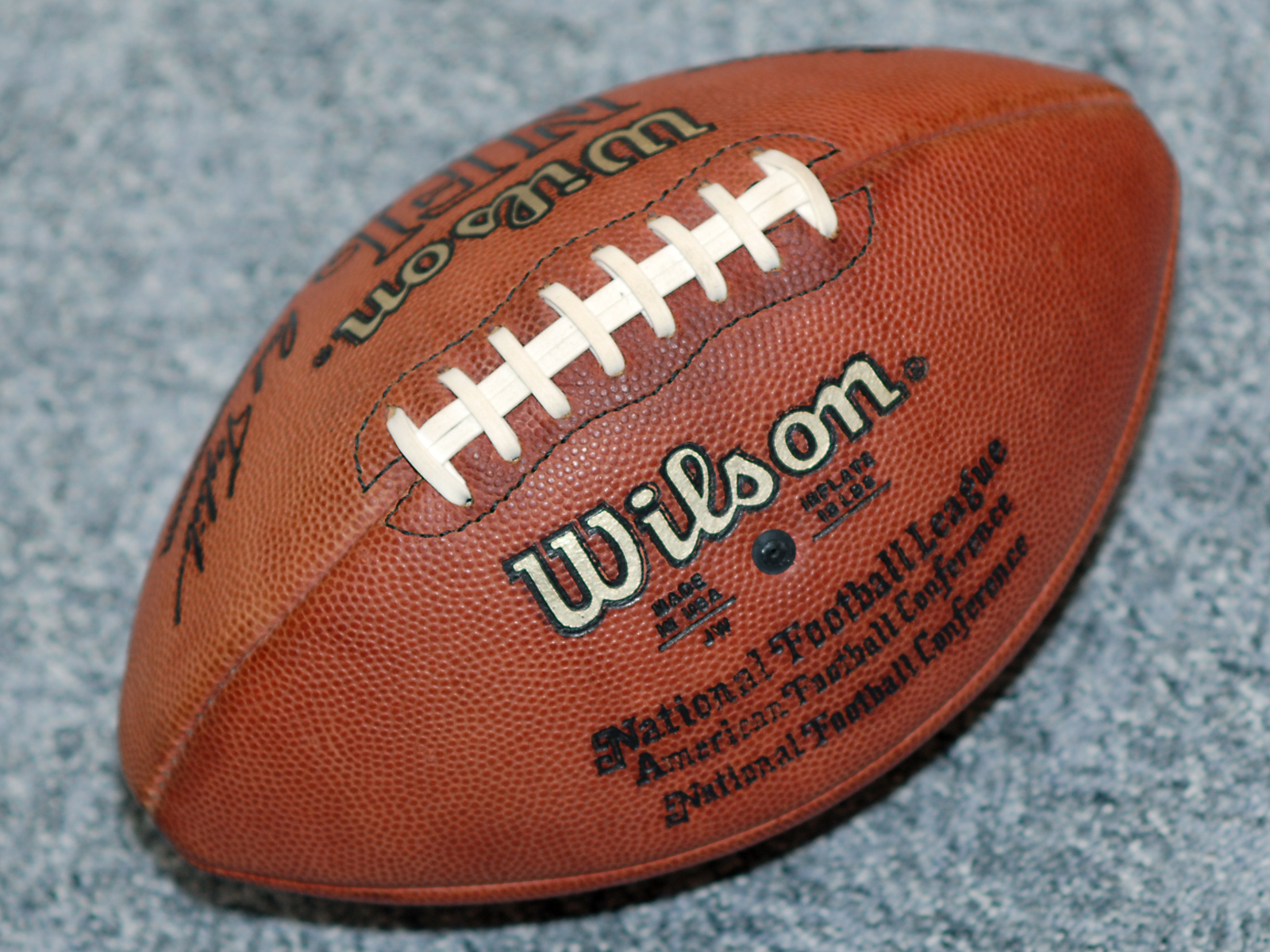
Profi-Football aus der NFL (Hersteller: Wilson Sporting Goods)

American Football (englisch für „Amerikanischer Fußball“), oder auch kurz Football, ist eine aus den Vereinigten Staaten stammende Ballsportart und die populärste Variante einer Reihe von als Gridiron Football bezeichneten Sportarten.
Im Verlauf eines Spiels, das in vier Vierteln zu 15 (oder 12) Minuten ausgetragen wird, versuchen zwei Mannschaften aus je elf Spielern, den Spielball in die gegnerische Endzone zu bringen oder ein Field Goal zu erzielen, um Punkte zu gewinnen. Die sich im Ballbesitz befindende Mannschaft (Offense, engl. für „Angriff“) kann durch Werfen (Passing) sowie Laufen (Rushing oder Running) einen Raumgewinn erreichen, der schließlich durch einen Touchdown oder ein erzieltes Field Goal zu Punktgewinnen führt. Die verteidigende Mannschaft (Defense, engl. für „Verteidigung“) versucht, die Offense daran zu hindern und selbst in Ballbesitz zu kommen. Wenn die Offense einer Mannschaft auf das Feld kommt, hat sie vier Versuche, einen Raumgewinn von zehn Yards oder mehr zu erlangen. Schafft sie dies, erhält sie vier neue Versuche, gelingt ihr dies nicht oder verliert sie den Ball durch eine Interception oder einen Fumble, geht das Angriffsrecht an den Gegner. Wenn die Defense die Offense bis in ihre eigene Endzone zurückdrängt und dort den gegnerischen Ballträger tackelt, kann sie einen Safety erzielen. Gewinner ist die Mannschaft, die nach Ablauf der Spielzeit die meisten Punkte erzielt hat.

## Grundregeln
Grundgedanke des Spiels ist es, Raum zu gewinnen. Da ein Spielfeld (100 Yards) räumlich begrenzt ist, wird das Erreichen der Endzone mit Punkten belohnt. Punkte in unterschiedlicher Anzahl können auf verschiedene Weisen erzielt werden.
Die Regeln weichen je nach Organisation teilweise voneinander ab. Im Amateurbereich, wie auch im Weltverband International Federation of American Football (IFAF), gelten nahezu unverändert die NCAA-Regeln. Die US-amerikanische Profiliga National Football League hat teilweise abweichende Regeln.

### Punkte
Punkte können erzielt werden, wenn der Football mittels eines Lauf- oder eines Passspielzugs (Run bzw. Pass) über die gegnerische Goalline getragen oder in der Endzone gefangen wird. Der Spieler muss bei einem Passspielzug mit zwei Körperteilen (NFL-Regeln), z. B. mit beiden Füßen oder einem Fuß und einem Knie, oder einem Körperteil (NCAA-Regeln) in der Endzone aufkommen. Dabei muss er den Ball kontrollieren, d. h. ihn sicher gefangen haben. Bei einem Laufspielzug genügt es, wenn der Ball die Goalline durchstößt oder einen Pylon berührt, während der ihn kontrollierende Spieler sich innerhalb des Spielfeldes befindet bzw. in der Luft ist, ohne etwas im Aus zu berühren. Selbiges gilt, wenn ein Pass vollständig ist und der Receiver (Fänger) nach dem Catch (Fang) bis in die Endzone läuft. Dies ist ein Touchdown (TD), der sechs Punkte zählt.
Touchdowns können auch nach einer Interception oder einem Fumble erzielt werden (Defensive Touchdown). Ebenso nach einem Kickoff- oder einem Punt-Return und auch nach einem verpassten Field Goal.
Nach einem Touchdown hat die angreifende Mannschaft zudem die Möglichkeit, den Spielstand durch einen Point after Touchdown (PAT, engl. Punkt nach dem Touchdown, das Kicken des Balles durch die gegnerischen Torstangen) um einen oder durch eine Two-Point Conversion (engl. Zwei-Punkt-Verwandlung, das erneute Tragen oder Werfen des Balles in die Endzone des Gegners) um zwei Punkte zu erhöhen. Die Two-Point Conversion hat jedoch geringere Erfolgsaussichten. Der PAT wird in der Regel von der gegnerischen 2-Yards-Linie, in der NFL seit der Saison 2015 von der 15-Yards-Linie, ausgeführt, die Conversion von der 3-Yards-Linie, sie können aber durch eine Strafe bedingt auch aus größerer Entfernung beginnen.
Falls ein Touchdown nicht mehr erreichbar erscheint, kann ein Kick durch die gegnerischen Torstangen versucht werden (Field Goal), der bei Erfolg drei Punkte einbringt.
Darüber hinaus kann die verteidigende Mannschaft einen Safety (Zu-Boden-Bringen des ballführenden Spielers in seiner eigenen Endzone) erzielen, der der betreffenden Mannschaft zwei Punkte einbringt. Wenn der Safety durch die Offense bei einem PAT-Versuch oder der Two-Point Conversion nach ihrem eigenen Touchdown erzielt wird, erhält die Mannschaft hierfür lediglich einen Punkt, ein sogenannter One Point Safety. Hierzu kam es jedoch in der NFL noch nie. Gelingt es hingegen der verteidigenden Mannschaft bei einem PAT-Versuch oder der Two-Point Conversion den Ball zu erobern und ihn in die gegnerische Endzone zu tragen, erhält sie zwei Punkte.

### Spielzüge und Taktiken

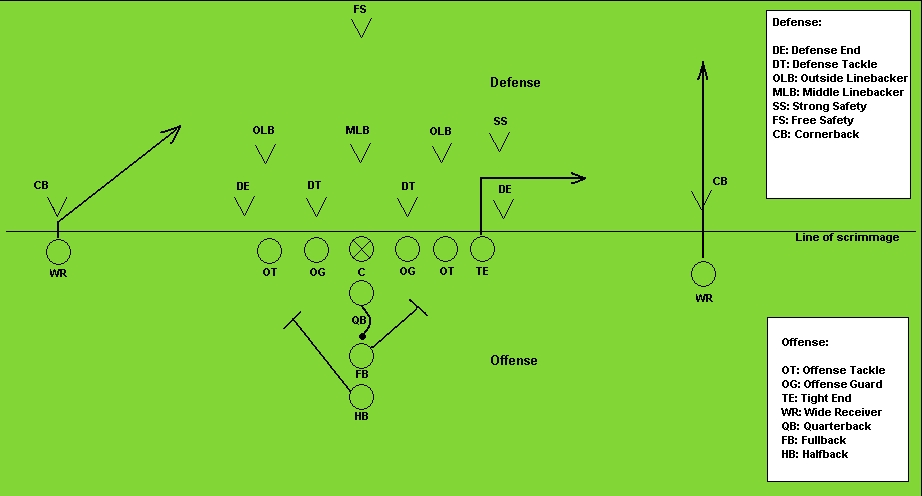
Typischer Spielzug aus einem Playbook. Passspielzug aus der I-Formation.

American Football wird als eine Folge von Spielzügen (Plays) gespielt. Alle aufeinanderfolgenden Plays eines Teams, ohne dass das Angriffsrecht wechselt, nennt man Drive.
Zu Beginn eines Spielzuges befindet sich eine Mannschaft in Ballbesitz und somit im Angriff (Offense). Sie muss versuchen, durch Pass- oder Laufspielzüge Raum zu erobern, um schließlich die Endzone zu erreichen und Punkte zu erzielen. Ein Spielzug startet, wenn der Ball gesnappt (bewegt) wird.
Der Offense stehen jeweils vier Versuche (Downs) zur Verfügung, um mindestens zehn Yards Raumgewinn zu erreichen und damit das Angriffsrecht für weitere vier Versuche zu erhalten (neues First Down). Gelingt ihr dies nicht, muss sie den Ball abgeben, und die andere Mannschaft erhält das Angriffsrecht an der Stelle, an der der Ball am weitesten getragen wurde (Turnover on Downs). Aus diesem Grund wird der vierte Versuch nur selten ausgespielt und stattdessen ein Punt oder Fieldgoalversuch durchgeführt, um dem Gegner nicht mehr Raum zu überlassen als nötig.

#### Passspielzug
Der Quarterback (oder ein anderer offensiver Spieler) versucht, den Ball einem fangberechtigten Spieler der Offense zuzuwerfen, der eine vorher festgelegte Passroute läuft. Fangberechtigt ist ein Spieler, wenn er nicht an der Line of Scrimmage steht oder eine der beiden äußersten Positionen an der Line of Scrimmage besetzt. Der Werfer muss sich hinter der Line of Scrimmage befinden. Der Pass kann unvollständig (incomplete) sein, gefangen (Catch) oder von der Defense abgefangen (Interception) werden.
Ein Pass ist incomplete, wenn er den Boden berührt (durch einen schlechten Wurf oder einen Verteidiger) oder out of Bounds ist (gefangen, ohne dass der Receiver einen Fuß in bounds (im Spielfeld) hatte, in der NFL müssen sogar beide Füße in bounds sein). Der nächste Versuch startet auf der Höhe der alten Ballposition. Nach einem Catch darf der Spieler so weit laufen, wie er kann. Wird er zu Boden gebracht oder verlässt er das Spielfeld, ist der Spielzug beendet. Das nächste Down startet an der Stelle, wo der vorherige Spielzug gestoppt wurde. Bei einem Passspielzug dürfen die Offensive Linemen nicht vor dem Pass über die Line of Scrimmage (downfield) gehen. Pro Spielzug ist nur ein Vorwärtspass erlaubt. Wird der Quarterback getackelt, bevor er die Line of Scrimmage überquert oder bevor er einen Pass wirft, zählt das als Sack.
Eine besondere Variante des Passspiels ist der Lateralpass. Dabei wird der Ball parallel zur Line of Scrimmage bzw. nach hinten geworfen. Dies darf, ebenso wie sogenannte Handoffs, beliebig oft pro Spielzug wiederholt werden. Des Weiteren ist es dem Quarterback erlaubt, selbst als Ballträger zu fungieren und Raumgewinn zu erzielen (Scrambling). Der Spielzug zählt dann als Laufspielzug.

#### Laufspielzug

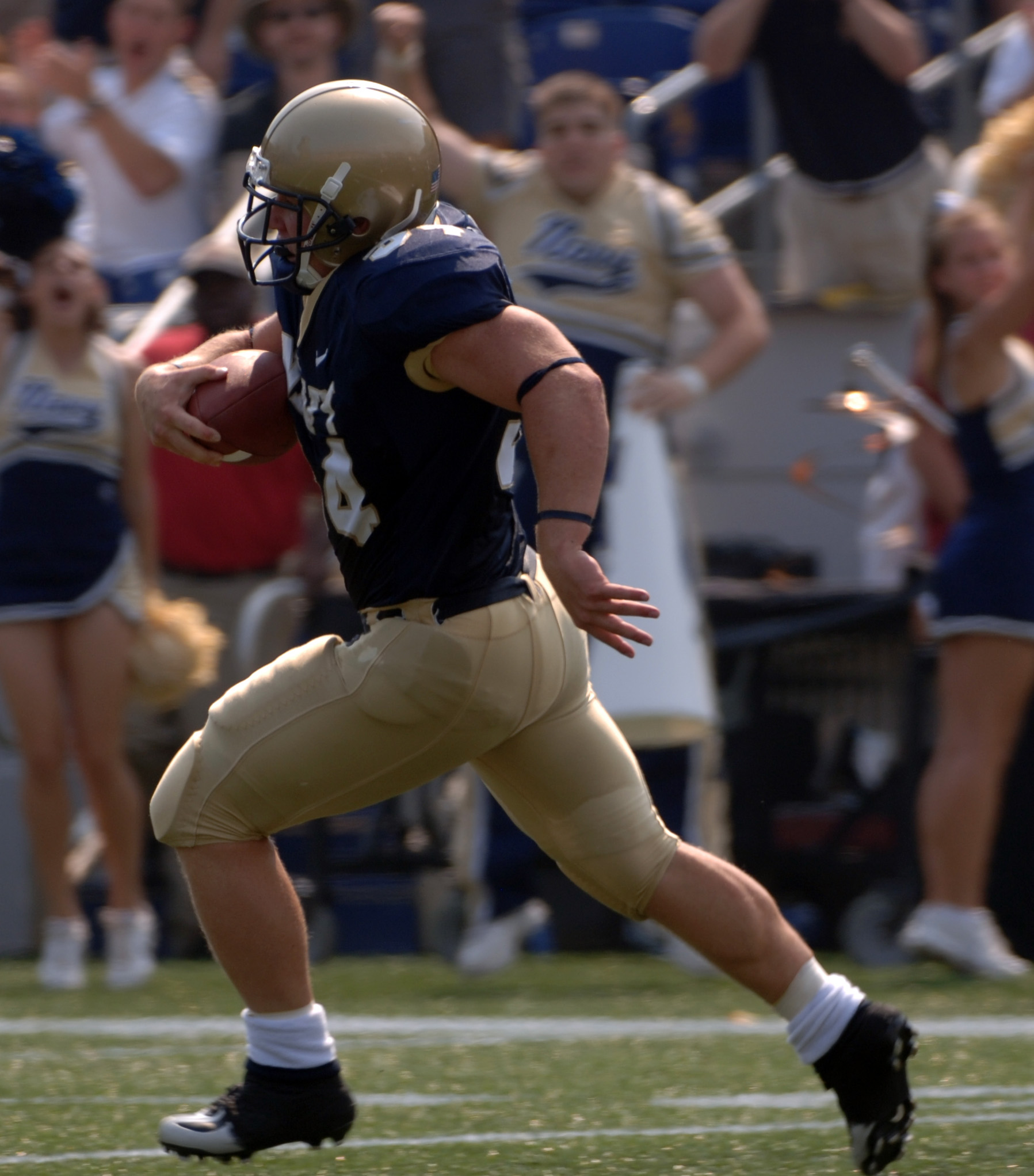
Runningback Matt Hall auf dem Weg zur Endzone

Laufspielzüge werden durch eine Übergabe des Balls oder durch ein einfaches Zuwerfen (Pitch/Lateral – kein Vorwärtspass) an einen Ballträger
eingeleitet. Ballträger sind gewöhnlich Runningbacks, also Halfback und Fullback. Aber auch jeder andere fangberechtigte Spieler der Offense kann Ballträger sein. Der Ballträger versucht nach Ballerhalt so weit wie möglich in Richtung der gegnerischen Endzone zu kommen, während seine Mitspieler versuchen, die Verteidiger zu blocken, d. h., vom Tacklen abzuhalten. Der Spielzug endet mit einem Tackle, dem Verlassen des Spielfeldes oder, falls es der Ballträger bis in die gegnerische Endzone schafft, mit einem Touchdown.

#### Kickspielzug
Kickspielzüge werden in sogenannte Non-Scrimmage Kicks und Scrimmage Kicks unterteilt.

##### Non-Scrimmage Kicks
Ein Non-Scrimmage Kick ist ein Kickspielzug, der ohne vorherigen Snap ausgeführt wird. Nach einem Touchdown, einem Field Goal und zu Beginn jeder Halbzeit muss mit dem Kickoff ein Kickspielzug ausgeführt werden. Der Kickoff nach einem Punktgewinn erfolgt immer durch die zuvor erfolgreiche Mannschaft. Ein Kickoff ist nach 10 Yards oder nach einer Berührung des Balles durch einen Spieler des Receiving-Teams frei. Möchte das Kicking-Team den Ball möglichst schnell zurückhaben, erfolgt der Kickoff möglichst kurz, um eine bessere Chance zu haben ihn zu erobern (Onside Kick). Gleichzeitig besteht die Gefahr, dass der Gegner den Ball in einer guten Position übernimmt. Um dieses Risiko zu minimieren, kann der Ball auch weit nach hinten geschossen werden, wo das Receiving-Team ihn zurücktragen kann.
Nach einem Safety erfolgt von der zuvor nicht erfolgreichen Mannschaft ein Free Kick (auch Safety Kick) von der eigenen 20-Yards-Linie. Dieser Kick kann ebenfalls von beiden Mannschaften erobert werden.
Fängt ein Spieler des Receiving-Teams den Ball nach einem Kickoff, Punt oder Free Kick mittels eines Fair Catchs, so kann die Mannschaft im darauf folgenden Spielzug vom Ort des Fair Catches einen Fair Catch Kick ausüben. Hierbei wird versucht, ein Field Goal zu erzielen. Der Versuch erfolgt wie ein Kickoff, also ohne vorherigen Snap, nur ohne Kicking-Tee. Diese Regel gibt es allerdings nicht in der NCAA.

##### Scrimmage Kick
Ein Scrimmage Kick ist ein Kickspielzug, der mit einem Snap beginnt. Zumeist wird dieser ausgeführt, wenn nach drei Versuchen absehbar ist, dass der nötige Raumgewinn für ein neues erstes Down nicht erzielt werden kann. Dann wird der Ball im vierten Versuch in der Regel durch einen sogenannten Punt möglichst weit in Richtung gegnerischer Endzone gekickt, damit der Gegner das Angriffsrecht in einer möglichst schlechten Position übernehmen muss. Ein Punt kann dabei von der gegnerischen Mannschaft (Receiving-Team) im Feld gefangen werden und möglichst weit nach vorne getragen werden (Punt Return). Im Gegensatz zu Non-Scrimmage Kicks ist der Spielzug beendet, falls die kickende Mannschaft nach dem Punt direkt wieder in Ballbesitz gerät.
Ist man schon nahe beim gegnerischen Tor, versucht man anstelle eines Punts ein Field Goal zu erzielen.

### Clock-Management
Die Spielzeit in den USA beträgt vier Mal 15 Minuten (Quarter). Highschoolteams sowie die Amateurmannschaften Europas spielen lediglich vier Mal zwölf Minuten. Dabei handelt es sich um eine echte (Netto-)Spielzeit. Die Pausen zwischen den Quartern betragen zwei Minuten und die Halbzeitpause maximal 20 Minuten. Die Uhr wird bei einer Auszeit, nach einem Kickoff, einem unvollständigen Pass, wenn der Ballträger out of Bounds geht, nach erzielten Punkten, bei manchen Strafen und nach einer Two-Minute Warning (Auszeit durch die Schiedsrichter, zwei Minuten vor dem Ende jeder Halbzeit) gestoppt. Wenn der Ballträger in bounds gestoppt wird, läuft die Uhr weiter. Ein laufender Spielzug wird durch Fouls, Auszeiten oder Ballbesitzwechsel nicht unterbrochen. Dementsprechend wird die Uhr in solchen Fällen erst nach Beendigung des Spielzugs gestoppt. Ein angefangener Spielzug wird immer fertig gespielt, auch wenn die Spielzeit im jeweiligen Quarter ausgelaufen ist. Die Uhr wird entweder bei Freigabe des nächsten Spielzuges oder erst beim Snap wieder gestartet. Ein Spielzug muss in der NFL, im College (NCAA) und in Deutschland situationsabhängig 40 Sekunden nach dem Ende des letzten Spielzugs oder 25 Sekunden nach Ballfreigabe durch den Referee beginnen, nach einem Timeout nach 60 Sekunden (angezeigt auf der Play Clock). Daraus ergeben sich je nach Spielsituation gegen Ende des Spiels viele strategische Möglichkeiten. Hat die führende Mannschaft den Ball, kann sie Zeit schinden, indem sie Laufspielzüge ausführt und die Uhr herablaufen lässt. Die Defense kann dann mit Timeouts das Verstreichen von 40 Sekunden verhindern. Im Gegenzug wird das kurz vor Ende zurückliegende Team Pässe nahe der Seitenlinie spielen, um die Uhr möglichst oft anzuhalten. Durch das sehr häufige Anhalten der Uhr dauert ein Football-Spiel in der Regel zwischen zweieinhalb (Amateure) und dreieinhalb Stunden (NFL).

### Overtime
Sollte nach der regulären Spielzeit ein Punktegleichstand herrschen, folgt eine Overtime. Dabei unterscheiden sich die Regeln von NFL und NCAA grundsätzlich voneinander. Bei der NFL wird eine 10-minütige Verlängerung nach dem Sudden-Death-Prinzip gespielt. Zuerst erfolgt der Münzwurf (Toss). Der Gewinner entscheidet, ob er angreift (Offense) oder verteidigt (Defense) bzw. in welche Richtung er spielen möchte. Für gewöhnlich wird das Angriffsrecht gewählt. Es folgt anschließend wie gewöhnlich der Kickoff. Es gewinnt dann die Mannschaft, die zuerst Punkte erzielt, egal auf welche Weise, außer es handelt sich dabei um ein Field Goal der zuerst angreifenden Mannschaft beim ersten Drive, dann erhält die andere Mannschaft den Ballbesitz. Erzielt jedoch eine Mannschaft einen Touchdown oder ein Safety, gewinnt diese sofort und das Spiel ist beendet. Sollten nach Ende der 10 Minuten keine Punkte erzielt worden sein (oder immer noch Gleichstand bestehen, weil beispielsweise beide Mannschaften in ihrem jeweils ersten Ballbesitz ein Field Goal erzielt haben), so endet das Spiel unentschieden. In Entscheidungsspielen, wie z. B. den Play-offs, wird erst nach Sudden-Death-Prinzip gespielt, nachdem beide Teams das Angriffsrecht erhalten haben und ein Punktegleichstand besteht. Ein weiterer Unterschied ist, dass in den Play-offs eine Verlängerung 15 Minuten dauert. Sollte in der ersten Verlängerung noch keine Entscheidung fallen, werden solange Overtimes angehängt, bis eine Entscheidung herbeigeführt ist.
Nach den NCAA-Regeln hat jedes Team in der Overtime einen Drive, wobei dieser jeweils an der gegnerischen 25-Yards-Linie gestartet wird. Im Gegensatz zum Sudden-Death haben beide Teams gleiche Chancen. Sollte nach einer Overtime Gleichstand herrschen, werden so lange Overtimes angehängt, bis es eine Entscheidung gibt. Ab der dritten Overtime ist ein PAT nicht mehr zulässig. Nach einem Touchdown muss daher eine Two-Point Conversion gespielt werden.

### Regelverstöße und Strafen

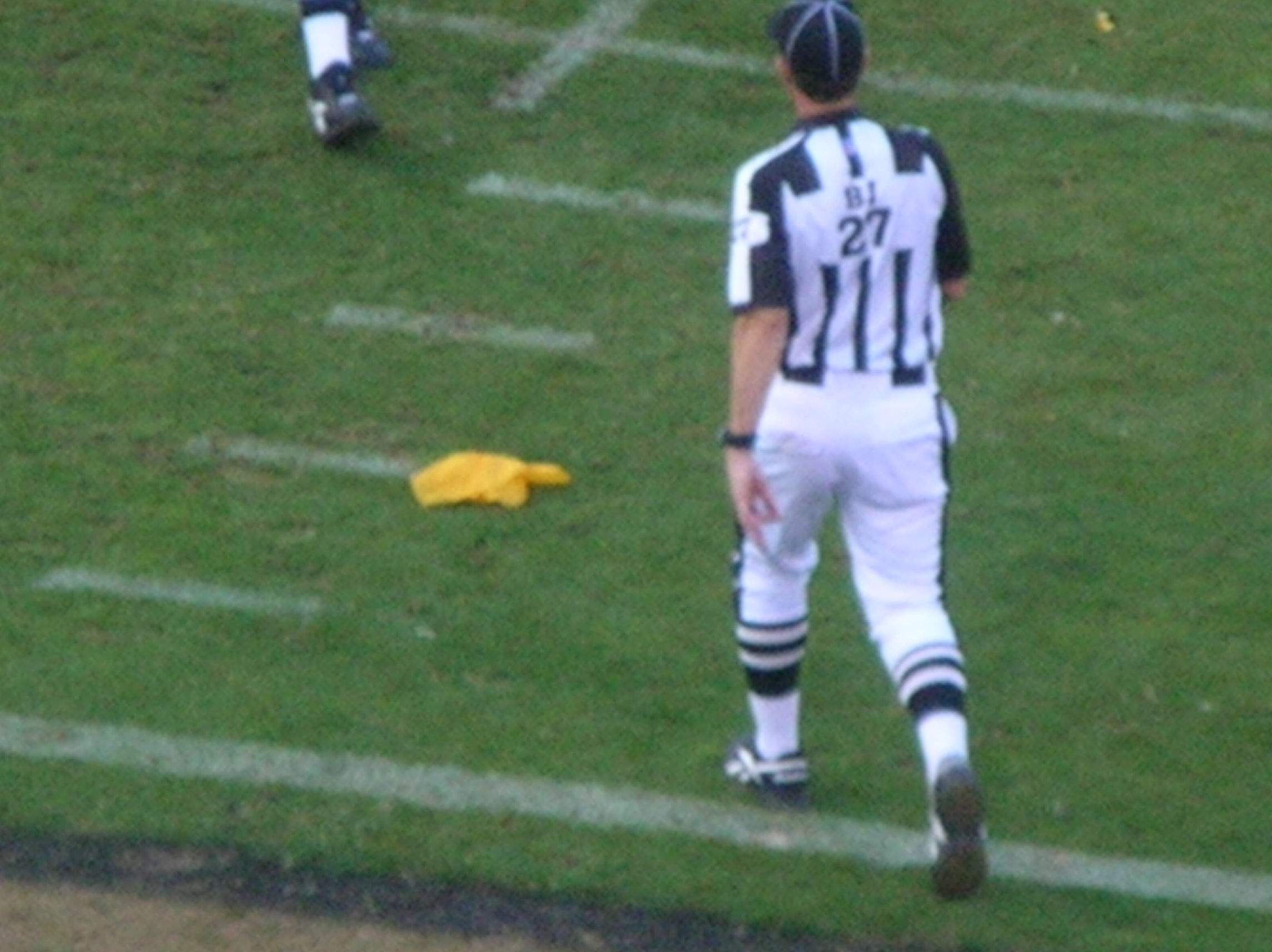
Die gelbe Flagge (Penalty Flag) auf dem Spielfeld zeigt einen Regelverstoß an.

Eine Regelverletzung wird mit einer Strafe (engl. Penalty) geahndet. American Football hat eines der umfangreichsten Regelwerke aller Sportarten. Wegen seiner physischen Härte besteht ein hohes Verletzungsrisiko. Die meisten Regeln dienen daher dazu, Verletzungen der Spieler zu vermeiden. Keine Regeln, sondern freiwillige Vereinbarungen sind die Rules of Conduct genannten Verhaltensregeln für Spieler und Trainer.
Beim American Football werden Strafen durch die Schiedsrichter mit Hilfe von gelben Flaggen, die auf den Ort des Fouls (Spot of Foul) geworfen werden, angezeigt. Der Grund ist, dass viele Strafen nicht sofort zur Unterbrechung des Spielzuges führen, sondern erst im Anschluss verhängt werden. Bei Strafen gegen beide Teams heben diese sich meist gegenseitig auf. Eine Ausnahme in der NFL stellt eine 15-Yards-Strafe von einem Team bei einer 5-Yards-Strafe des anderen Teams dar. Ist die 5-Yards-Strafe nicht mit einem Verlust eines Downs, einem automatischen First Down oder einem 10-Sekunden-Abzug verbunden, so wird sie automatisch verworfen und nur die 15-Yards-Strafe wird vollstreckt.
Grundsätzlich werden Regelverstöße mit Yards-Strafen, d. h. mit Raumverlust, geahndet. Das gefoulte Team kann dabei meist entscheiden, ob es die Strafe annimmt (der Versuch wird mit dem entsprechenden Raumverlust wiederholt) oder ablehnt (der nächste Versuch wird ganz normal gespielt). Wird durch eine Strafe gegen die Defense die Line to Gain (die Linie, die die Offense erreichen muss, um vier neue Versuche zu bekommen) erreicht, erhält die Offense ein neues First Down. Einige Strafen beinhalten auch ein automatisches First Down.
Die Endzone kann durch Strafen im normalen Spielverlauf nicht erreicht werden. Ausnahme bildet ein sogenannter Palpably Unfair Act (offenkundig unfaires Vorgehen), bei dem es dem Referee, nach Beratung mit seinen Kollegen, erlaubt ist, auch einen Touchdown oder anderen Score als Strafe zu verhängen. Würde eine Strafe den Abstand zur Endzone mehr als halbieren, wird dieses Verfahren angewandt (Half the Distance to the Goal), nicht jedoch bei Pass Interference, da dort am Punkt des Fouls weitergespielt wird.
Bei besonders schweren Vergehen kann ein Spieler auch vom Spiel ausgeschlossen (ejected) werden. Dies gilt insbesondere bei Fouls mit Verletzungsabsicht, grob unsportlichem Verhalten sowie Beleidigung von Schiedsrichtern und anderen Spielteilnehmern (gegnerische Spieler, Trainer, Zuschauer). Priorität hat immer der Schutz der Spieler vor Verletzungen und die Kontrolle des Spielgeschehens.
Einige der wichtigsten Regelverstöße und die Strafen nach den NFL-Regeln:
| Bezeichnung                | Erklärung | Strafe |
| -------------------------- | --- | --- |
| Illegal Formation          | Beim Snap müssen mindestens sieben Spieler der angreifenden Mannschaft an der Line of Scrimmage postiert sein. | 5 Yards und Wiederholung des Versuchs. |
| Illegal Shift              | Die Offense muss vor dem Snap mindestens eine Sekunde in ihrer Formation verharren. Ausnahme: Der Man in Motion der Offense. | 5 Yards und Wiederholung des Versuchs. |
| Illegal Motion             | In der Offense darf sich beim Snap nur ein Spieler im Backfield bewegen, der sogenannte Man in Motion. Er darf dies nur parallel zur Line of Scrimmage oder von ihr weg. | 5 Yards und Wiederholung des Versuchs. |
| False Start                | Unmittelbar vor dem Snap bewegt sich einer der Offense-Spieler außer dem Man in Motion. Der Down wird (im Gegensatz zu anderen Strafen wie dem Offside) direkt abgebrochen. | 5 Yards und Wiederholung des Versuchs. |
| Offside                    | Ein Spieler befindet sich beim Snap in oder jenseits der neutralen Zone. | 5 Yards und Wiederholung des Versuchs. |
| Encroachment               | Beim Snap befindet sich ein Spieler in oder jenseits der neutralen Zone und/oder berührt einen gegnerischen Spieler oder provoziert, dass dieser eine Abwehrhaltung einnimmt. | 5 Yards und Wiederholung des Versuchs. |
| Holding                    | Festhalten eines Spielers, der nicht Ballträger ist. | 10 Yards und der Versuch wird wiederholt, wenn das Holding durch die Offense geschieht, 5 Yards und Automatic First Down (neuer erster Versuch), wenn das Holding durch die Defense erfolgt.     |
| Pass Interference          | Wenn der Ball in der Luft in fangbarer Nähe ist, darf ein Spieler nicht am Fangen gehindert werden. Das betrifft keine Zusammenstöße beim Versuch zu fangen. | Strafe für Offense Pass Interference: 10 Yards vom Previous Spot und der Versuch wird wiederholt. Strafe für Defensive Pass Interference: Automatic First Down, gespielt wird vom Ort des Fouls. |
| Assisting the Runner       | Der Ballträger darf nicht von seinen Teamkameraden vorwärts gezogen werden. | 10 Yards (Nur im College ein Foul, nicht in der NFL). |
| Roughing the Passer/Kicker | Quarterback (oder ein anderer offensichtlicher Passer), Holder und Kicker sind besonders verletzungsgefährdet, da sie sich auf bestimmte Aufgaben konzentrieren und heranstürmende Verteidiger oft nicht wahrnehmen. Sie werden daher vor vermeidbarem Kontakt – insbesondere nach dem Pass bzw. Kick – geschützt. Verbotene Aktionen sind beispielsweise tiefe Blocks oder Tackles gegen den Kopf- und Nackenbereich.                                              | 15 Yards und Automatic First Down. |
| Running into the Kicker    | Da der Kicker nach dem Kick kein Gleichgewicht hat und daher auch keine Verteidigungsposition einnehmen kann, wird er auch vor unbeabsichtigtem Kontakt geschützt. | 5 Yards. |
| Facemask                   | Aufgrund der Verletzungsgefahr ist der Griff ins Gesichtsgitter und jede andere Helmöffnung verboten. | 15 Yards (seit 2009 gibt es in Deutschland keine 5-Yards-Facemask-Strafe mehr, das bloße Berühren des Gesichtsgitters und/oder das kurze Hineingreifen werden nicht mehr geahndet).              |
| Clipping                   | Blocken von hinten und unterhalb der Gürtellinie; nur in einem eng umgrenzten Bereich erlaubt (sogenannte Clipping-Zone). Blocken unterhalb der Knie von hinten ist generell verboten. | 15 Yards. |
| Chop Block                 | Ein kombinierter Hoch/Tief-Block durch zwei Spieler. | 15 Yards. |
| Spearing                   | Illegales Benutzen des Helmes, indem sich ein Spieler aus vollem Lauf mit geradem Körper und gesenktem Kopf, also wie ein Speer („spear“) auf einen Gegenspieler wirft. | 15 Yards für beide Seiten, Automatic First Down, wenn durch die Defense verursacht. |
| Late Hit                   | Wenn der Spielzug erkennbar beendet ist oder ein Spieler offensichtlich nicht mehr am Spielgeschehen teilnimmt, ist ein Hit nicht mehr erlaubt. | 15 Yards für beide Seiten, Automatic First Down, wenn der Hit von der Defense verursacht wird, gegebenenfalls mit Platzverweis und Sperre verbunden.                                             |
| Unnecessary Roughness      | Jede übertriebene Härte, speziell gezielte Hits nach dem Spielzug und in den letzten Jahren verstärkt auch Hits gegen schutzlose Receiver. | 15 Yards, Automatic First Down, bei Strafen gegen die Defense, ggf. mit Platzverweis und Sperre verbunden.                                                                                       |
| Unsportsmanlike Conduct    | Unsportliches Verhalten wie Beleidigen oder Verspotten von Gegner oder Referee. Heute in den USA auch oft angewendet bei bestimmten Arten, einen Touchdown zu feiern. Speziell in der NCAA wird jede Art des Feierns, mit der ein Spieler die Aufmerksamkeit auf sich zieht, rigoros geahndet. In Deutschland ist das Feiern auf eine Minute begrenzt, außerdem darf es nicht beleidigend sein. In der NFL gehören solche Aktionen zum alltäglichen Spielgeschehen. | 15 Yards, gegebenenfalls mit Platzverweis und Sperre verbunden. Beim Touchdown wird die Strafe beim Kickoff durchgeführt.                                                                        |

### Coach’s Challenge
Die NFL ist eine der Sportligen mit der umfassendsten Nutzung des Videobeweises zur Überprüfung strittiger Szenen. Strittige Entscheidungen sind z. B., ob es ein Fumble war, wo genau der Spielzug endete oder ob ein Pass im Feld gefangen wurde. Solange sein Team noch mindestens ein Timeout hat, kann ein Head Coach zweimal pro Spiel eine solche Überprüfung durch das Werfen einer roten Flagge auf das Spielfeld beantragen, sodass die fragliche Entscheidung, sofern ihm Recht gegeben wird, revidiert wird. Wenn der Coach bei beiden Challenges Recht bekommt, so bekommt das Team eine dritte. Eine verlorene Challenge resultiert in der Aberkennung eines Timeouts. Nach der Two-Minute Warning (die letzten zwei Minuten vor Ende jeder Halbzeit) sowie in einer Verlängerung (bei Gleichstand nach dem 4. Quarter) kann nur noch der Oberschiedsrichter und der offizielle Spielerbeobachter eine Challenge beantragen. Bei einem Turnover oder bei erzielten Punkten wird der Spielzug ebenfalls automatisch vom Spielbeobachter überprüft.

### Spielfeld

American-Football-Spielfeld

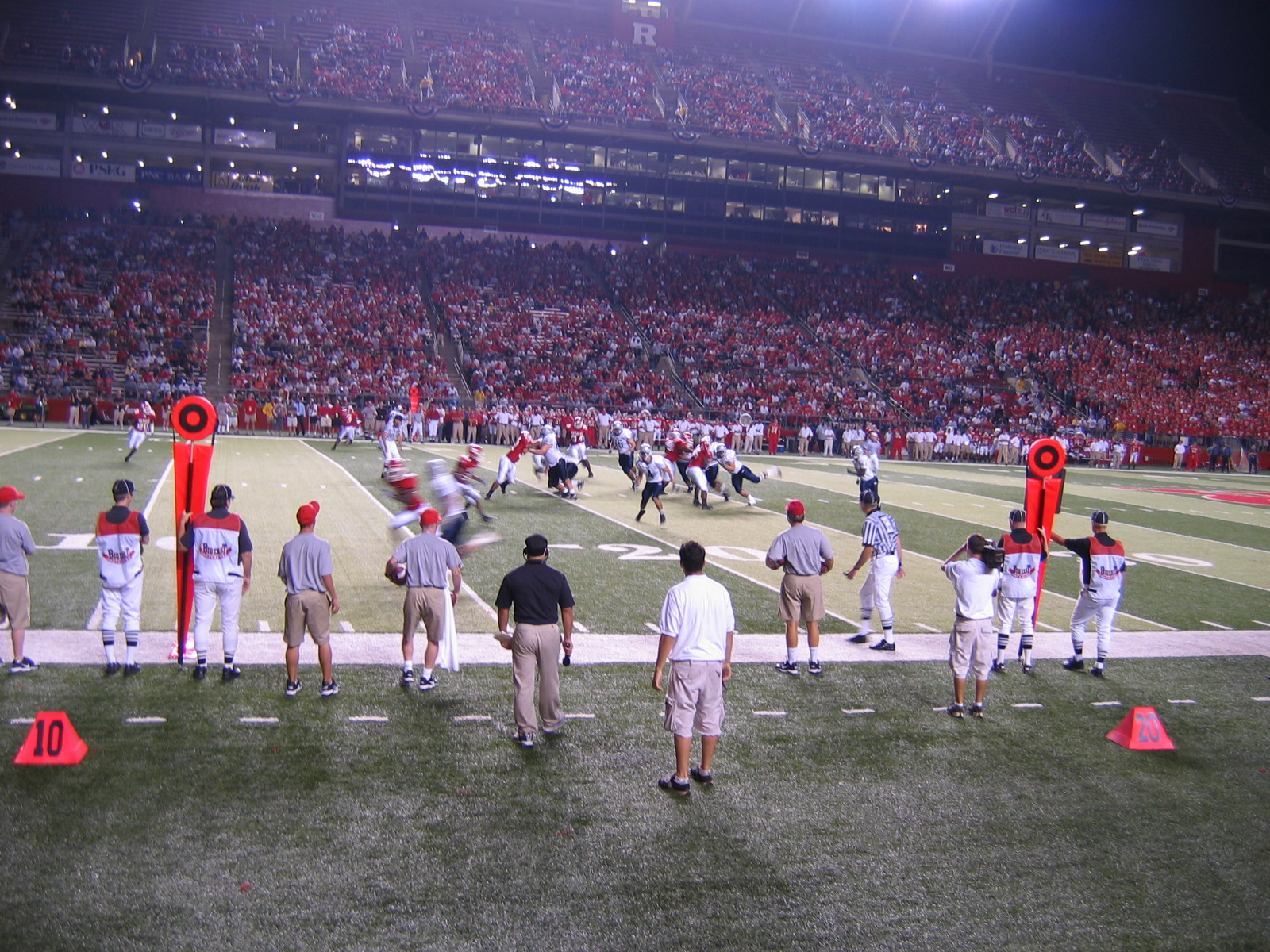
Chain Crew am Spielfeldrand mit den beiden durch eine Kette verbundenen orangen Down-Markern. Die weiße Angriffsmannschaft muss ungefähr von Höhe der 21-Yards-Linie bis ca. zur 11-Yards-Linie kommen, um einen First Down zu erzielen. Am gegenüberliegenden Feldrand bzw. am entfernten Ende der Line of Scrimmage steht ein weiterer Down-Marker neben der 21-Yards-Linie.

Gespielt wird auf einem 120 Yards (109,73 Meter) langen und etwa 53 Yards (48,46 Meter) breiten Spielfeld, das in zwölf gleich große Abschnitte zu je zehn Yards eingeteilt ist (sogenanntes „Gridiron“ oder „Eisengitter“). Die einhundert Yards in der Mitte werden als aktives Spielfeld benutzt, die restlichen zehn Yards an jedem Spielfeldende haben im Spielablauf eine besondere Bedeutung; sie wurden erst 1912 eingeführt und heißen Endzonen. An den vier Ecken der Endzonen stehen orange Quader aus Schaumstoff, die Pylonen genannt werden.
Die Begrenzungen des Spielfelds (die Seitenaus- und Endlinien) gehören in ihrer ganzen Breite nicht mehr zum Spielfeld. Wer auf diese tritt oder sie auf andere Weise berührt, befindet sich demzufolge schon im Aus. Die Goallinien andererseits gehören in ihrer ganzen Breite zu den Endzonen.
Am Ende jeder Endzone befindet sich ein Goal, das wie eine überdimensionierte Stimmgabel aussieht. Ein nach hinten gebogener und als Sicherheit für die Spieler gepolsterter Pfosten trägt eine Querstange, welche sich 10 Fuß (3,05 Meter) über dem Boden befindet; die senkrechten Stangen am Ende der Querstange reichen 30 Fuß (in der NFL seit 2014 35 Fuß) in die Höhe. Am oberen Ende jeder senkrechten Stange befindet sich eine rote Windfahne zur Orientierung für die Kicker. Die senkrechten Stangen sind in hohen Spielklassen 18 Fuß und 6 Zoll (18,5 Fuß (5,64 Meter)) voneinander entfernt, in niedrigen Spielklassen 23 Fuß und 4 Zoll (7,11 Meter).

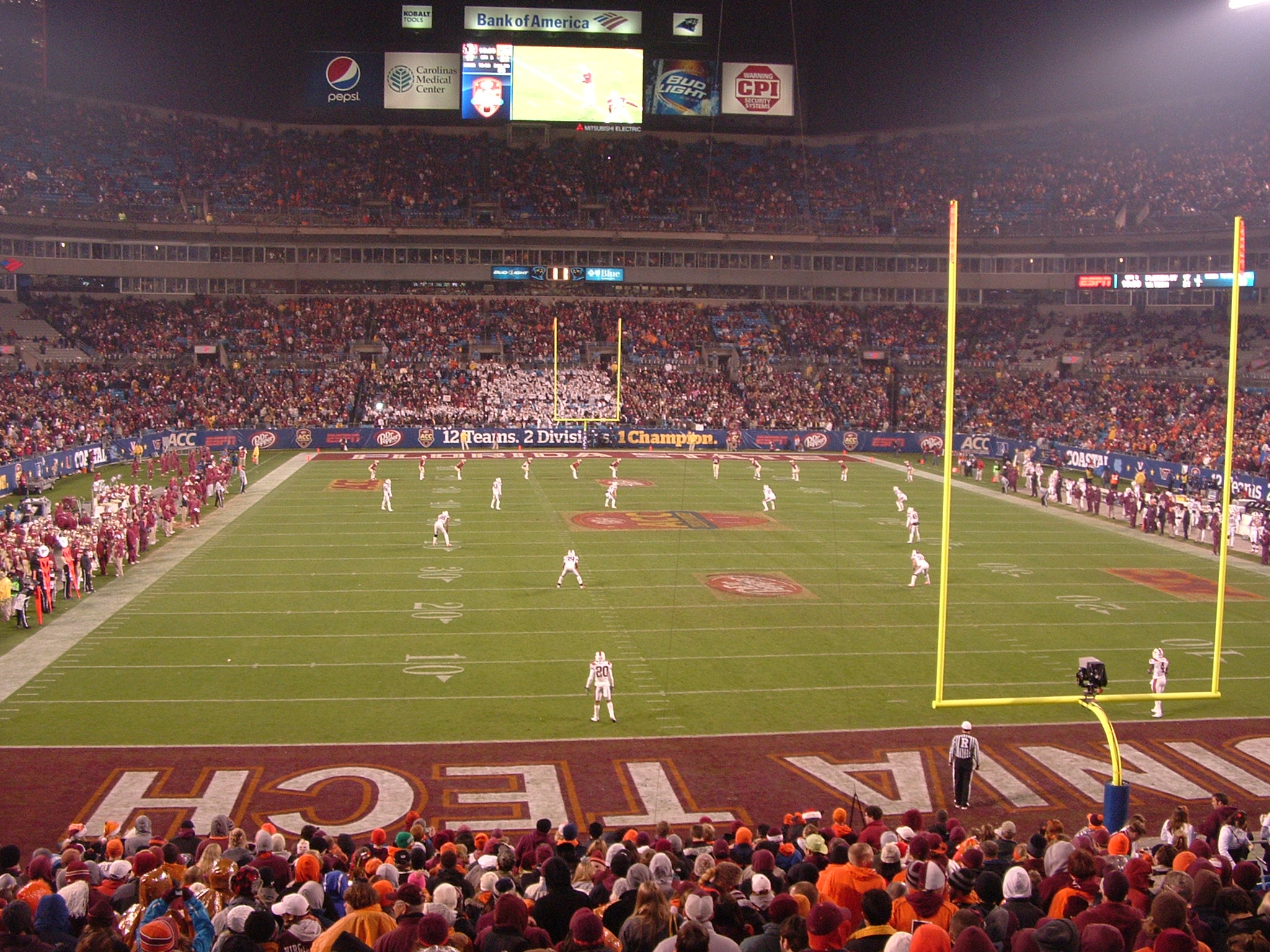
Spielfeld mit „Goal Posts“

Ausgehend von den Endzonen sind im Abstand von je fünf Yards Querlinien eingezeichnet, und alle zehn Yards befindet sich eine entsprechende Beschriftung. Die Zählung der Yard-Linien beginnt an beiden Endzonen bei Null (genannt „Goalline“) und trifft sich dann in der Mitte an der 50-Yards-Linie. Der Bereich von der 20-Yards-Linie bis zur Endzone wird als die sogenannte „Red Zone“ bezeichnet, da bei einem Ballbesitz in diesem Bereich die Wahrscheinlichkeit, erfolgreich zu punkten, relativ hoch ist.
Darüber hinaus wird das Spielfeld in Längsrichtung von zwei parallelen Reihen von „Hash Marks“ unterteilt. Endet der letzte Spielzug außerhalb dieser Markierungen, startet der nächste Spielzug auf der nächstgelegenen „Hash Mark“. Die „Hash Marks“ haben außerdem eine Ein-Yard-Unterteilung, die den Schiedsrichtern beim korrekten Platzieren des Balles hilft. Die „Hash Marks“ haben im Profifootball einen Abstand von 18,5 Fuß (5,64 Meter), beim Amateur- und Collegefootball von 40 Fuß (12,20 Meter).
Amateur-Football-Partien in Europa werden meist auf einem Fußballplatz ausgetragen. Da diese deutlich breiter als ein Footballfeld sind und der Abstand der Tore nicht den 120 Yards (109,728 Meter) entspricht, die ein Footballfeld erfordert, kann das Feld entweder in zwölf gleich große Abschnitte unterteilt werden und die Messkette in ihrer Länge entsprechend angepasst (wird z. B. in Deutschland angewandt), oder es wird das aktive Spielfeld auf unter 100 Yards verkürzt und die Kette bei zehn Yards belassen (wird z. B. in Österreich angewandt). Falls die Fußballtore selbst nicht durch ein Footballtor ersetzt werden können, wird mittels Polster an den Pfosten das Verletzungsrisiko der Spieler vermindert. Mit zusätzlichen Peilstangen an den Pfosten wird dann ein Footballtor improvisiert.

## Geschichte und Entwicklung
American Football wurde erstmals 1869 an Universitäten, zum Beispiel der Rutgers University und der Princeton University, die am 6. November 1869 das erste Spiel bestritten, im Osten der Vereinigten Staaten gespielt. In den nächsten Jahren hielten vor allem die Universitäten Harvard, Yale, Columbia und Princeton einige Turniere ab. Es hat seine Wurzeln im Fußball, Rugby und Canadian Football. Ungefähr bis zur Gründung der National Football League (NFL) 1920 war American Football gleichbedeutend mit College Football, der durch die National Collegiate Athletic Association (NCAA) organisiert wurde.
Ein wichtiger Football-Offizieller war Walter Camp, der unter anderem 1880 die Line of Scrimmage sowie 1882 die, vorerst jedoch nur drei, Versuche (Downs) einführte und 1883 die Spielerzahl je Mannschaft auf elf begrenzte.
In seinen Anfangsjahren war American Football weit gefährlicher als heute. Die Spieler hatten keine Schutzausrüstung, und viele der heute gültigen Regeln zum Schutz der Spieler existierten nicht. Insbesondere wurde der Ballträger oft von seinen Teamkameraden vorwärts geschoben. Nachdem im Jahre 1905 achtzehn Tote infolge von Spielunfällen zu beklagen waren, forderte US-Präsident Theodore Roosevelt neue Regeln, um das Spiel sicherer zu machen. Dies führte 1906 zur Einführung der neutralen Zone zwischen den Linien, zur Regel, dass mindestens sechs (gegenwärtig sieben) Spieler an der Line of Scrimmage stehen müssen, sowie zu verschiedenen anderen Schutzregeln. Die am weitesten reichende Änderung war die Einführung des Vorwärtspasses, während bis zu diesem Zeitpunkt lediglich Laufspielzüge und Rückwärtspässe erlaubt waren.
1910 wurden schließlich die verschränkten Formationen verboten, was zu einem Rückgang von zum Teil tödlichen Verletzungen führte. 1912 wurden die Größe des Spielfeldes und die Zählweise der Punkte neu festgelegt sowie der vierte Versuch (Down) eingeführt. Damit erhielt das Spiel schließlich seine moderne Form. Bis heute werden allerdings jedes Jahr Regeln modifiziert, sowohl mit dem Ziel der verbesserten Sicherheit der Spieler als auch im Bestreben, die Attraktivität für den Zuschauer weiter zu steigern.
1932 wurde American Football bei den Olympischen Spielen in Los Angeles als Demonstrationssportart ausgetragen, wurde jedoch nie olympisch. Erst im Dezember 2013 erkannte das Internationale Olympische Komitee American Football als Sport an.

## Varianten
Zu Varianten des American Football gehören Canadian Football und Arena Football, auch wenn diese sich in manchen Regeln deutlich unterscheiden. Das Spielprinzip, die Grundlagen, das Spielgerät, die Aufteilung des Feldes und viele andere Komponenten sind jedoch weitgehend identisch. Auf den ersten Blick erkennbar sind die abweichenden Spielfeldgrößen sowie die Mannschaftsstärken. Der Australian Football gehört nicht zu dieser Gruppe, sondern ähnelt stark dem Rugby. Im Freizeitsport wird Flag Football in kleinen Teams ohne jegliche Schutzausrüstung gespielt, wobei ein Tackle durch Wegnehmen einer am Gürtel befestigten „Flagge“ simuliert wird. Für körperlich Beeinträchtigte wurde die Variante des Rollstuhlfootballs entwickelt.

## Akteure

### Spieler
Die Spieler im American Football sind üblicherweise auf eine oder zwei Positionen spezialisiert. Da bei jedem Spielzug ausgewechselt werden darf, können immer die für den geplanten Spielzug am besten geeigneten Akteure eingesetzt werden. Dabei können die Head Coaches während der Regular Season und den Play-offs aus einem Kader von maximal 53 aktiven Spielern auswählen, wobei ein Spieler der Offense, Defense und/oder dem Special Team zugeordnet ist. Insbesondere die Offense kann teilweise auf mehrere hundert Spielzüge und Kombinationen zurückgreifen. Als Gedächtnisstütze und zur Vermeidung von Fehlern tragen viele Spieler ein Band am Arm, an dessen Innenseite Zahlen, Namen, Positionen, Spielzüge und anderweitige Dinge zum Spielverlauf in Stichpunkten notiert sind. Die Spieler, die zu Beginn des Spiels die Stammformation einer Mannschaft bilden, werden dabei Starter genannt.

#### Offense

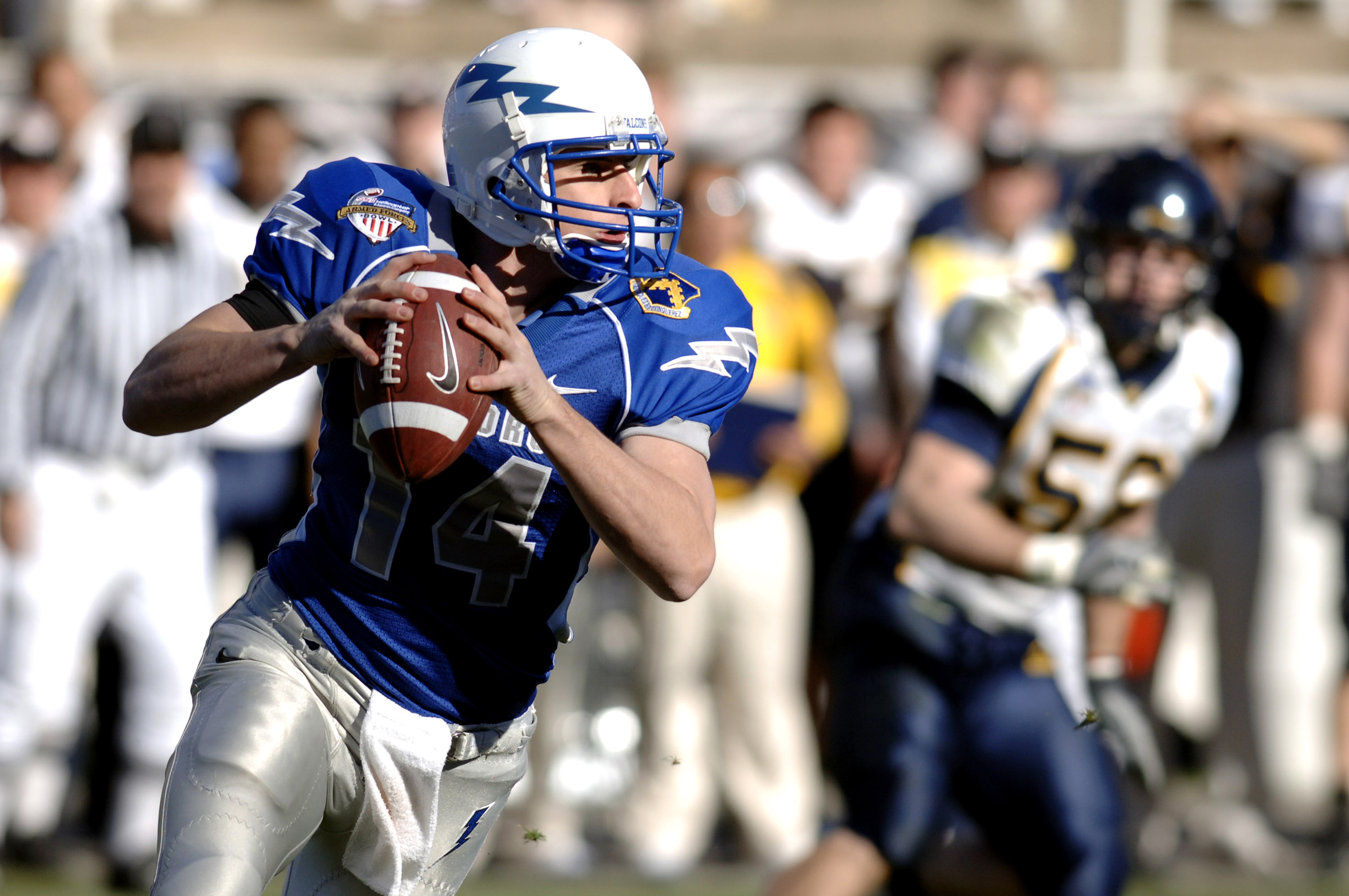
Ein Quarterback kurz vor dem Werfen eines Passes

Der Quarterback (QB) ist der zentrale Spieler der Offense. Er ist der Spielmacher und erhält meist zu Beginn eines Spielzuges den Ball von seinem Center (C), der vor ihm steht, durch dessen Beine nach hinten zugespielt (gesnappt). Damit ist der Center bei jedem Spielzug am Ball. Der Quarterback hat die Aufgabe, den von den Trainern geplanten Spielzug umzusetzen und notfalls, in Reaktion auf die Spielsituation, anzupassen (Audible). Üblicherweise übergibt er den Ball dann an einen Ballträger (Runningback) oder wirft ihn zu einem Passempfänger (Receiver).
Vor dem Quarterback stehen die fünf Offensive Linemen (OL). Sie werden unterschieden in Center, Guards und Tackles (von innen nach außen). Diese üblicherweise sehr großen und schweren Spieler haben die Aufgabe, den Quarterback vor den Verteidigern zu schützen (Pocket-Bildung beim Pass) und bei Laufspielzügen den Weg für den Ballträger freizublocken. Tackles sind dabei die schwersten und kräftigsten Spieler im Angriff. Guards haben ähnliche Aufgaben wie Tackles. Ein Guard wird gelegentlich auch für so genannte Pull-Manöver eingesetzt. Dabei blockt er nicht von seiner ursprünglichen Position aus, sondern zieht hinter der O-Line nach außen, läuft dann erst feldabwärts und räumt dem Ballträger den Weg frei. Die Linemen dürfen keine Pässe empfangen.
Die Ballträger selber werden Runningback (RB) oder Tailback genannt, da am hinteren Ende der Angriffsformation aufgestellt. Man unterscheidet zwischen Fullback (FB) und Halfback (HB). Der Fullback ist schwerer und kräftiger als der Halfback und wird in Situationen eingesetzt, in denen nur wenige Yards Raumgewinn erzielt werden müssen. Ansonsten fungiert er überwiegend als Vorblocker für den Halfback und als zusätzlicher Blocker bei Passspielzügen. Bei der Aufstellung gibt es auch hier verschiedene Formationen (z. B. Wishbone-, I-, Pro-Formation).
Bei einem Pass wird der Ball vom Quarterback in der Regel zu einem der Wide Receiver (WR) geworfen, der aufgrund seiner hohen Geschwindigkeit sehr schnell und weit in das gegnerische Territorium vordringen kann oder kürzere Routen läuft. Weitere Optionen sind die Runningbacks oder Tight Ends (TE). Legale Passempfänger sind alle Spieler außer der O-Line. Mindestens sieben Spieler müssen beim Snap an der Line of Scrimmage stehen.
Der Tight End ist an einem Ende der Offensive Line aufgestellt, wie ein zusätzlicher Lineman. Er ist aber passempfangsberechtigt. Der Tight End ist ein Allroundspieler, der je nach Situation blockt wie ein Offensive Lineman oder den Ball fängt wie ein Wide Receiver. Zudem wechselt er oft als „Man in Motion“ vor dem Snap seine Position, um dann z. B. auch als Vorblocker für Laufspielzüge oder auch selbst als „Runningback“ zu fungieren.

#### Defense

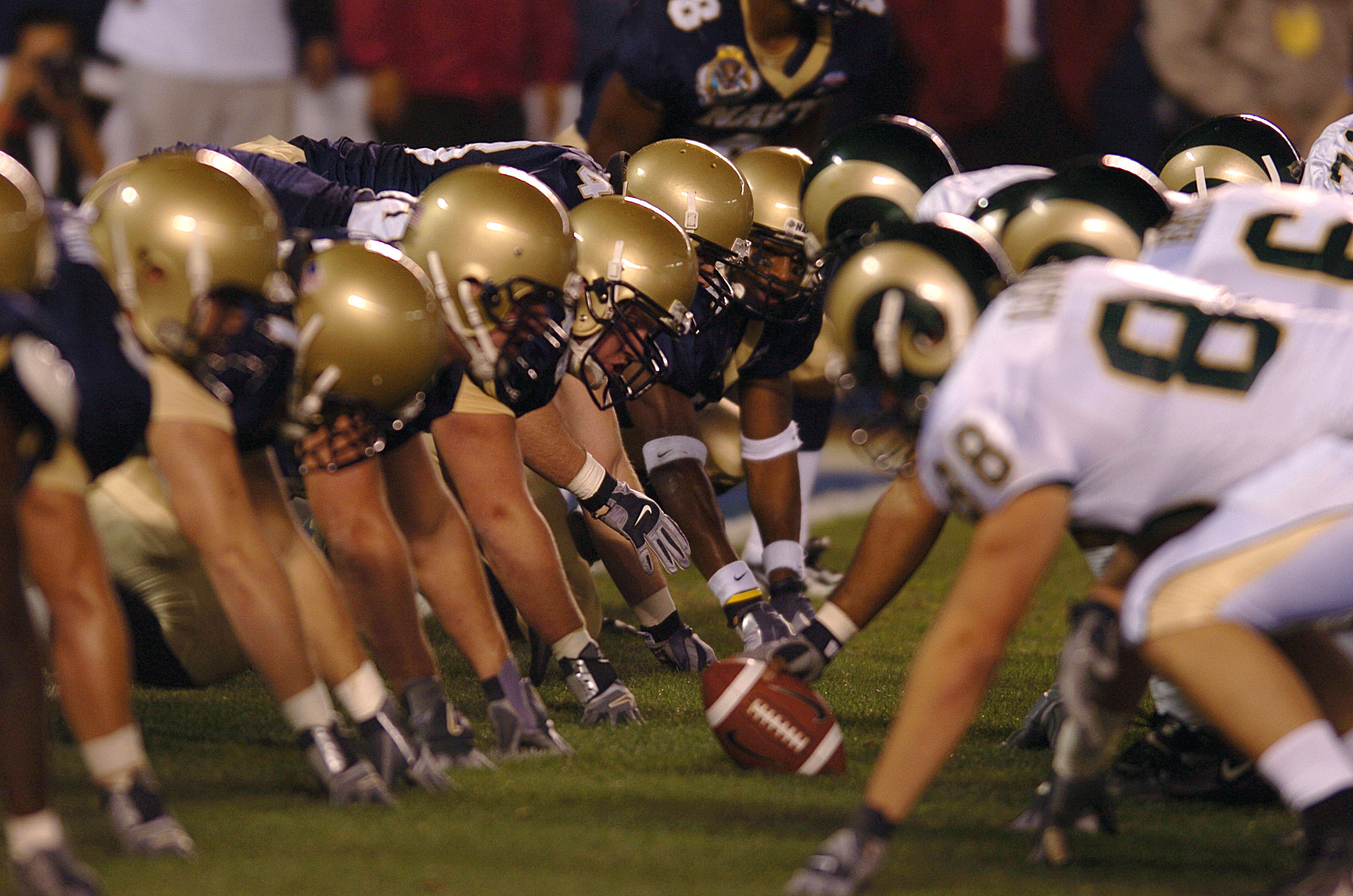
Defensive Line (links) steht der Offensive Line gegenüber

Allen defensiven Spielern ist gemein, dass sie Raumgewinn verhindern sollen, indem sie den Ballträger stoppen, Pässe verhindern oder anderweitig den Gegner störend eingreifen sollen. Hinzu kommen positionsspezifische Aufgaben.
Die Defensive Linemen (DL) stehen der Offensive Line direkt gegenüber, wobei diese Spieler auch eine vergleichbare schwere Statur haben. Die Abwehrlinie soll das Freiblocken von Lücken für den gegnerischen Runningback verhindern. Bei Passspielzügen sollen sie den Quarterback durch Druck zu Fehlern zwingen oder gleich sacken. Bei den Defensive Linemen wird zwischen Defensive Ends (DE) und Defensive Tackles (DT) unterschieden. Die Defensive Ends stehen an den Enden der Defensive Line. Sie sind agiler als ihre O-Line-Kollegen, da sie Läufe des gegnerischen Ballträgers über die Außenseite verhindern bzw. von außen Druck auf den gegnerischen Quarterback ausüben sollen und damit längere Wege gehen müssen. Die Defensive Tackles sollen in der Mitte die Stellung halten und verhindern, dass dort Raumgewinne erzielt werden. Manche Teams benutzen zwei Tackles, manche drei, andere dagegen nur einen. Der mittlere Mann wird dann auch Nose Tackle oder Nose Guard genannt, weil er dem Center des Gegners „Nase an Nase“ gegenübersteht.
Die Linebacker (LB) stehen dicht hinter der Defensive Line. Sie müssen kräftig genug sein, um den Durchbruch eines Runningbacks zu stoppen oder bei Blitzes druckvoll zum Quarterback vorzudringen. Gleichzeitig sind sie auch in der Passverteidigung wichtig, da sie den vorderen Bereich gegen kurze, schnelle Pässe abdecken können müssen. Bei Spielzügen mit vier oder fünf Receivern sind die Linebacker aber nicht so flink, dass sie die Receiver bei langen Pässen decken können. Damit die Offense aus dieser Überzahlsituation (viele schnelle Wide Receiver gegen wenige schwere Linebacker) nicht zu viele Vorteile ziehen kann, werden daher die Linebacker gegen Cornerbacks ausgetauscht (Nickel- und Dime-Formation).
Die gebräuchlichsten Aufstellungen der Linemen und Linebacker sind die 4–3 und die 3-4-Defense, die unter dem Sammelbegriff 7-Man-Front zusammengefasst werden. Die erste Ziffer steht für die Anzahl Defensive Linemen, die zweite für die Anzahl Linebacker. Ergänzt wird diese Front durch je zwei Cornerbacks und Safeties im Backfield. Eine 3–4 (3 Defensive Linemen, 4 Linebacker) ist beweglicher als eine 4–3 (4 Defensive Linemen, 3 Linebacker). Man kann durch die vier Linebacker leichter einen Blitz (Angriff auf den gegnerischen Quarterback) durchführen und/oder die Passempfänger decken. Allerdings benötigt man drei starke Männer in der Defensive Line, die gegen fünf direkte Gegenspieler bestehen müssen.
Im Amateur- und Collegebereich werden auch häufiger 8-Man-Fronts gespielt. Dazu gehören zum Beispiel die 5–3, 4–4 und 6–2. Diese Fronten eignen sich besser gegen das Laufspiel, weisen aber beim Passspiel größere Schwächen auf. Dies ist auch der Grund, warum man diese Fronten im Profibereich nur in Shortyardage- und Goalline-Situationen sieht, da hier ein Laufspiel erwartet wird.
Die hintere Verteidigungsreihe bilden die Safeties (S), die zusammen mit den Cornerbacks (CB) die Defensive Backs (DB) (auch Secondary genannt) darstellen. Die Cornerbacks verteidigen hauptsächlich gegen ein gegnerisches Passspiel, die Safeties sind dagegen eher eine Art letzte Bastion, wenn es den vorderen Reihen nicht gelungen ist, einen Ballträger zu stoppen. Bei den Safeties unterscheidet man zwischen Strong Safety (SS) und Free Safety (FS). Der Strong Safety ist kräftiger und steht etwas näher an der Line of Scrimmage (oft in der Linebacker-Reihe, circa fünf Yards hinter der Line), weil er auch gegen das Laufspiel eingesetzt wird. Zudem deckt er oft den Tight End, der eher kurze Laufrouten hat und deutlich schwerer als ein gewöhnlicher Receiver ist. Der Free Safety hat eher Cornerback-artige Eigenschaften. Er agiert im tiefen Rückraum und hilft den Cornerbacks beim Covern der Receiver.
Die typische Secondary besteht aus zwei Cornerbacks und zwei Safetys. Wird ein Pass erwartet, werden jedoch oft ein oder mehrere Linemen oder Linebacker durch Defensive Backs ausgetauscht. Diese Formationen nennt man Nickel (5 DBs), Dime (6 DBs) und Quarter (7 DBs, siehe auch Prevent Defense). Die Namen beziehen sich auf amerikanische Münzen (der Nickel ist eine 5-Cent-Münze).
Damit die Abwehrspieler nicht unkontrolliert eigenständig agieren, gibt es hier (wie auch in der Offense) sehr genau vorausgeplante Spielzüge, die vom Defensive Coordinator und dem Headcoach während des Spieles angesagt werden, um auf die Offense(-Formation) zu reagieren. Dabei gibt es verschiedene Varianten von Mann- und Zonendeckung.

#### Special Teams

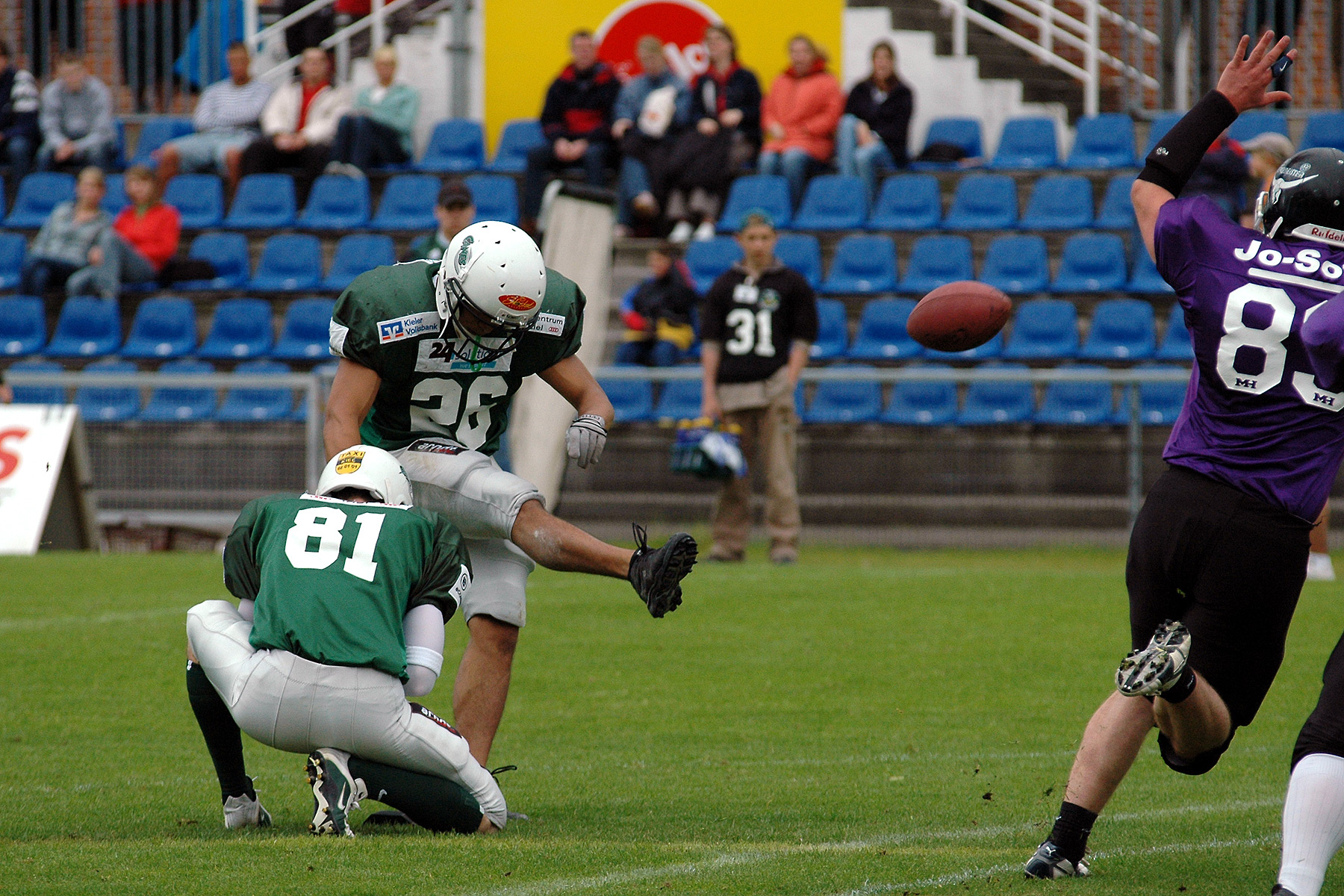
Ein Kick wird durchgeführt

Special Teams treten nur in besonderen Spielsituationen an, meist wenn der Ball gekickt werden soll, also wenn eine Mannschaft durch den Kicker (K) den Kickoff durchführt, ein Field Goal versucht oder der Punter (P) punten will. Da diese weiter weg als ein Quarterback stehen, wird hierfür ein längerer Snap durch den Center benötigt, weshalb hierbei ein Spezial-Center, der sogenannte Long Snapper (LS), zum Zuge kommt.
Beim Kickoff wird der Ball von der Mitte der eigenen 30-Yards-Linie (bei Amateurligen oft von der 35) getreten, und ein gegnerischer Ballempfänger (Kickoff-Returner) versucht, den Ball so weit wie möglich zurückzutragen. Ein Field-Goal-Versuch beendet den Ballbesitz, egal bei welchem der vier Downs er versucht wird. Bei Ballbesitz zwischen 35-Yards-Linie und der Endzone spricht man von Field-Goal-Reichweite (Field Goal Range), da mit Endzonenbreite und weiteren ca. sieben Yards insgesamt 50 Yards Distanz erreicht werden, aus der man dem Kicker noch ein erfolgreiches Field Goal zutraut. In günstigen Situationen (z. B. Windy City Chicago) sind aber auch Field Goals aus über 60 Yards möglich.
Der Returner (je nach Situation Kick Returner, Punt Returner oder Return Specialist genannt) soll den Ball fangen und in Richtung gegnerische Endzone tragen. Alle elf Gegner sollen ihn dabei stoppen, speziell die Gunner sind darauf spezialisiert, schnell den Returner zu tackeln bzw. zu einem Fair Catch zu zwingen. Der Returner kann auch vor dem Fang des Balles durch Schwenken der Arme über dem Kopf einen so genannten Fair Catch anzeigen. Dann darf er vom Gegner nach dem Fang nicht angegriffen werden, kann aber keinen weiteren Raumgewinn erzielen.
Da ein Kickoff im Gegensatz zum Punt immer ein „freier Ball“ ist und somit von beiden Mannschaften aufgenommen werden kann, muss der Returner entscheiden, ob er in der Situation ist, den Ball sicher zu fangen und noch Raumgewinn zu erzielen, oder ob er schon so von den anstürmenden Gegnern unter Druck steht, dass er den Fair Catch anzeigt. Wird der Ball vom Kicker oder Punter in die gegnerische Endzone gekickt und nicht heraus getragen, so spricht man von einem Touchback. Nach einem Touchback startet die empfangende (receiving) Mannschaft den Angriffsversuch von der eigenen 20-Yards-Linie (in der NFL ab der Saison 2016 von der 25-Yards-Linie). Fängt ein Receiver den Ball weit in der eigenen Endzone und will den Ball, z. B. wegen anstürmender Gegner, nicht mehr ins Spiel bringen, so kann er sich in der Endzone hinknien, was ebenfalls in einem Touchback resultiert.
Auch auf der Seite des nicht kickenden Teams gibt es Spezialisten. So greifen etwa die Kick Blocker bzw. Punt Blocker den Kicker bzw. Punter während der Trittbewegung an und versuchen, den anfliegenden Football zu blocken.

### Trainer
Aufgrund der Komplexität des American Footballs wird eine Footballmannschaft von mehreren Trainern gecoacht. Der Head Coach ist der Oberste in der Trainerhierarchie. Er ist für die Betreuung der Mannschaft zuständig und überwacht sowohl das Training als auch alle Entscheidungen in einem Spiel. Zusätzlich ist er für die Entwicklung der Spielzüge verantwortlich. Unter ihm agieren im Trainerstab der Offensive Coordinator, der Defensive Coordinator und der Special Teams Coordinator, welche die Mannschaftsteile (Offense, Defense oder Special Teams) betreuen und im Spiel teilweise die Spielzüge ihren Mannschaftsteilen ansagen. Zusätzlich kann es weitere Trainer geben, beispielsweise für bestimmte Positionen, körperliche Leistungsfähigkeit oder koordinative Fähigkeiten. Amateurmannschaften haben meistens drei bis fünf Trainer, (semi-)professionelle Mannschaften über zehn Trainer.

### Schiedsrichter
Aufgrund der Komplexität (das Regelwerk der NCAA hat mit Regeln und Ausnahmen knapp 700 Anwendungen) und des oft unübersichtlichen Spielgeschehens gibt es beim American Football eine ganze Schiedsrichtercrew. Diese kann aus 3–8 Schiedsrichtern bestehen, wobei jeder Schiedsrichter einen bestimmten Bereich des Spielfeldes beobachtet und für spezielle Aufgaben zuständig ist. Oberschiedsrichter ist der Referee, umgangssprachlich hin und wieder auch Whitecap genannt, erkennbar an seiner weißen Kappe (die anderen Schiedsrichter haben schwarze Kappen). Er positioniert sich im Backfield der Offense und richtet über Downs und Strafen. Weitere Schiedsrichter sind der Center Judge, der auch im Backfield der Offense bewegt und ähnliche Aufgaben hat wie der Referee und der Umpire, der sich jeweils zwischen oder hinter den Linebackers aufstellt. Center Judge und Umpire sind unter anderem dafür zuständig den Ball für nächsten Spielzug zu positionieren. An die Line of Scrimmage stellen sich jeweils der Linesman und Line Judge. Ersterer ist für die Pflicht-Kette (Line to Gain Indicator) verantwortlich, letzterer für die Beobachtung der Vorwärtsbewegung (Forward Progress) sowie eine optionale Kette. Für die weiten Pässe sind Back Judge, Field Judge und Side Judge zuständig. Je nach Crewstärke sind unterschiedliche Schiedsrichter für die offizielle Spielzeit zuständig: in einer 3er Crew der Umpire, in einer 4er der Line Judge, in einer 5er und 7er Crew der Back Judge sowie in einer 6er der Side Judge. In den Profiligen ist diese Aufgabenverteilung mitunter abweichend.
Zur Ausrüstung der Schiedsrichter gehören unter anderem die gelben Flaggen (Penalty Flags) zum Markieren eines Fouls und die weißen (in Profiligen blauen) Beanbags (Bohnensäcke) zum Markieren wichtiger Punkte.

## Taktik

### Offense-Spielzüge

#### Laufspielzüge

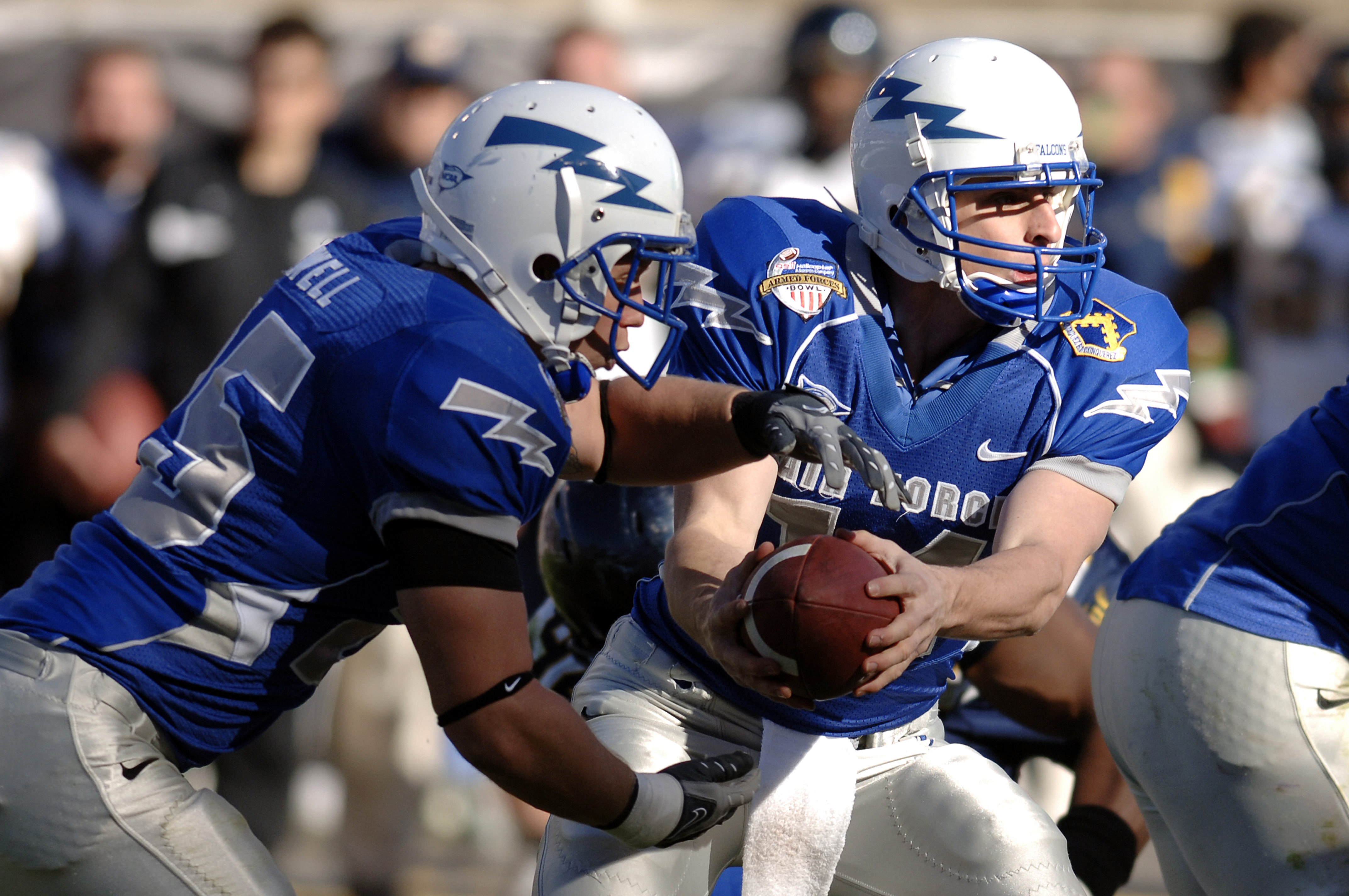
Ein Hand-Off an den Runningback

Das Laufspiel umfasst die Spielzüge, die keinen Vorwärtspass beinhalten, in denen der Ball also durch den Snap, den Hand-Off oder einen Lateral Pass zum neuen Ballträger gelangt.
Das Laufspiel wird taktisch in drei Konzepte unterteilt: Power Running Game, Quickness Running Game und Finesse Running Game. Die verschiedenen Konzepte können miteinander kombiniert werden. Das Power Running Game war vor allem in den Anfangsjahren des American Footballs das dominierende Konzept. Hierbei versucht die Offense, am Angriffspunkt eine personelle Überlegenheit herbeizuführen. Das Quickness Running Game basiert auf dem Versuch, den Angriffspunkt so schnell zu erreichen, dass der Defense keine Zeit für eine optimale Reaktion bleibt. Größerer Raumgewinn wird hierbei nicht angestrebt. Drei Yards Raumgewinn gelten bereits als voller Erfolg. Beim Finesse Running Game versucht die Offense, durch Täuschungsmanöver die Defense zu schwächen und die dabei entstehenden Lücken zu nutzen.
Zusätzlich wird das Laufspiel nach der Art der Blocksetzung unterschieden. Hierbei unterscheidet man zwischen dem Man-Blocking, bei dem jeder Spieler außer dem Läufer einen oder mehrere Spieler zugeteilt bekommt, die er blocken soll, und dem Zone-Blocking, bei dem jeder Spieler eine Zone zugeteilt bekommt, in der er jeden Spieler, der sich in der Zone befindet, blockt.
Im Laufe der 1980er Jahre gewann das Laufspiel mit den „Zone Runs“ und den „Stretch Plays“ eine neue Dimension. Grund für diese Entwicklung war die zunehmende Popularität der 8-Man-Fronts, also das Aufstellen von acht Verteidigern nahe der Line of Scrimmage. Dadurch war die Defense zahlenmäßig überlegen, da durch das Ausfallen des Quarterbacks, des Ballträgers und der beiden äußeren Receiver nur sieben Blocker zur Verfügung standen. Vorrangiges Ziel dieser Varianten ist es, der Defense die herkömmlichen Reaktionsmöglichkeiten auf schnell durchschaubare Laufspiele zu nehmen. Bei Zone Runs und ähnlichen Spielzügen werden nicht direkt einzelne Gegenspieler angegriffen. Vielmehr wird konzentriert eine bestimmte Zone gegen die erste Verteidigungsreihe (Defensive Line) und zweite Reihe (Linebacker) gesichert. Hierzu macht die Offensive Line nach dem Snap beispielsweise zuerst einen Schritt zur Seite anstatt nach vorne, um eine Zone freizuschieben. Hinsichtlich des Gelingens eines solchen Spielzugs trägt der balltragende Runningback mehr Verantwortung als bei einem Standardlaufspiel. Denn anstatt dass sich durch die Bemühungen der Offensive Line möglichst eine durch den Spielzug geplante Gasse öffnet, bieten sich je nach Reaktion und Stärke der Verteidigung meist mehrere Möglichkeiten, die Verteidigungslinie zu durchlaufen. Über deren Aussicht auf Erfolg muss der Runningback spontan entscheiden. Unterschieden wird in Inside und Outside Zone Plays, welche sich im Anlaufwinkel des Runningbacks zur Line of Scrimmage unterscheiden. Beim Inside Zone Play bleibt der Runningback zwischen den beiden Tackles, was ihm erlaubt, auch die Seite zu wechseln, falls sich dort eine Lücke öffnet. Beim Outside Zone Play visiert er einen Punkt außerhalb der Tackles an. Bei diesem Winkel ist es schwieriger, die Angriffsseite zu wechseln, erlaubt aber dem Runningback, außerhalb der Formation anzugreifen.

#### Passspielzüge
Das Passspiel wird in drei Kategorien aufgeteilt: Drop Back Pass,  Roll- oder Sprint Out Pass und Play Action Pass. Unterscheidungskriterium ist dabei die Bewegung des Quarterbacks.
Beim Drop Back Pass bewegt sich der Quarterback nach dem Snap gerade nach hinten, während die Offensive Line um ihn herum einen Halbkreis bildet (Pocket). Aus dieser Position kann er üblicherweise das gesamte Spielfeld überblicken. Nachteilig sind die hohen athletischen Anforderungen, die an die Linemen gestellt werden, da der Passgeber für die Defensivspieler schneller erreichbar ist. Der Drop Back Pass wird nochmals nach der Länge des Drop Backs eingeteilt, welcher auf die Länge der Passrouten abgestimmt ist. Hierbei wird zumeist der 3 Step Drop Back für schnelle Spielzüge, der 5 Step Drop Back für mittlere Spielzüge und der 7 Step Drop Back für lange Spielzüge genutzt. Eine Sonderstellung hat dabei die Shotgun, bei der sich der Quarterback bereits in seiner endgültigen Stellung aufstellt. Da diese der Offense das Überraschungsmoment nimmt, wird sie meist nur eingesetzt, wenn ersichtlich ist, das ein Passspielzug folgt.
Beim Roll Out Pass und Sprint Out Pass läuft der Quarterback nach dem Snap in Richtung eines Spielfeldrandes. Geschieht dies ohne jede Verzögerung, spricht man vom Sprint Out, vollführt er zuvor andere Bewegungsabläufe, so spricht man vom Roll Out. Bei dieser Form des Passspiels wird die der Laufrichtung entgegengesetzte Seite der Offensive Line entlastet, da die Abwehrspieler auch nach Überwindung der Linemen eine erheblich größere Strecke zurücklegen müssen. Der Quarterback sollte hierbei jedoch ein guter Sprinter sein. Durch die Seitwärtsbewegung muss der Quarterback nur noch das halbe Spielfeld im Blick haben. Dies vereinfacht zwar die Beobachtung der Verteidigung, verringert aber die Anzahl der anspielbaren Passempfänger, da es ein sehr hohes Risiko bergen würde, einen Pass auf die andere Spielfeldseite gegen die Laufrichtung zu werfen.
Beim Play Action Pass täuscht der Quarterback vor dem Pass eine Ballübergabe an einen Läufer an. Dies soll die Verteidiger zu einer verzögerten Reaktion auf den Pass bewegen.

#### Fakes
Viele Spielzüge sind darauf ausgelegt, die Verteidigung zu verwirren. Bei Fakes wird eine Spielzugart (z. B. ein Kickspielzug) angetäuscht und dann eine andere Spielzugart ausgeführt (z. B. ein Passspielzug). Fakes machen einen nicht unbedeutenden Teil der Taktiklastigkeit des Spieles aus.

### Defense-Spielzüge
Da die Defense flexibel auf die Spielzüge der Offense reagieren muss, gibt es außer den Grundaufstellungen und den zu verteidigenden Zonen oder Gegenspielern kaum festgelegte Spielzüge. Einige Ausnahmen:

#### Blitzes
Dabei versucht die Defense Druck auf den Quarterback auszuüben, indem ein oder mehrere Spieler die Offense-Line durchbrechen bzw. umgehen. Der blitzende Spieler kann ein Linebacker oder ein Cornerback sein, manchmal sogar ein Safety. Wie bei den Offense-Spielzügen hängt der Erfolg eines Blitzes neben der Athletik und Schnelligkeit der Spieler vor allem vom Überraschungsmoment ab. Erkennt der Quarterback, woher der Blitz kommt, hat er eine geschwächte Stelle der Verteidigung vor sich. Zum Teil werden Blitzes auch nur angetäuscht, um den Quarterback zu verunsichern oder ihn zu einer schlechten Entscheidung zu verleiten.

#### Defensive Stunts
Der Defensive Stunt ist eine weitere Variante, die Offense unter Druck zu setzen. Die D-Line-Spieler und Linebacker stellen sich in die für ihre Formation gewöhnlichen Positionen auf, tauschen aber ihre Assignments (Aufgaben) nach dem Snap mit dem Nebenmann oder mit einem vorher abgesprochenen Partner. So greift z. B. ein Defense End in der Mitte an und der Defense Tackle übernimmt die Außenseite. Das soll Abstimmungsschwierigkeiten innerhalb der gegnerischen Offensive Line hervorrufen.

#### D-Line Shifts
Ein ähnliches Ziel verfolgen die D-Line Shifts. Auch hierbei stellen sich die Defensive Linemen zum Beispiel in einem Gap auf, wechseln aber kurz vor dem Snap die Position (zum Beispiel Head-on zum O-Line Spieler). Das kann mehrere Wirkungen haben. Erstens kann es die Offensive Line durcheinander bringen, weil die geplanten Blockschemata evtl. nun nicht mehr passen und es zu spät ist, um sich neu abzusprechen. Zweitens zwingt es den Quarterback zu möglichen Audibles, die den Spielzug ändern, wenn er sieht, dass z. B. die D-Line stark auf die Seite des geplanten Spielzuges shiftet und ihn für die Offense unmöglich macht. Das wiederum verrät der Defense etwas über den geplanten Spielzug.

## Rückennummern

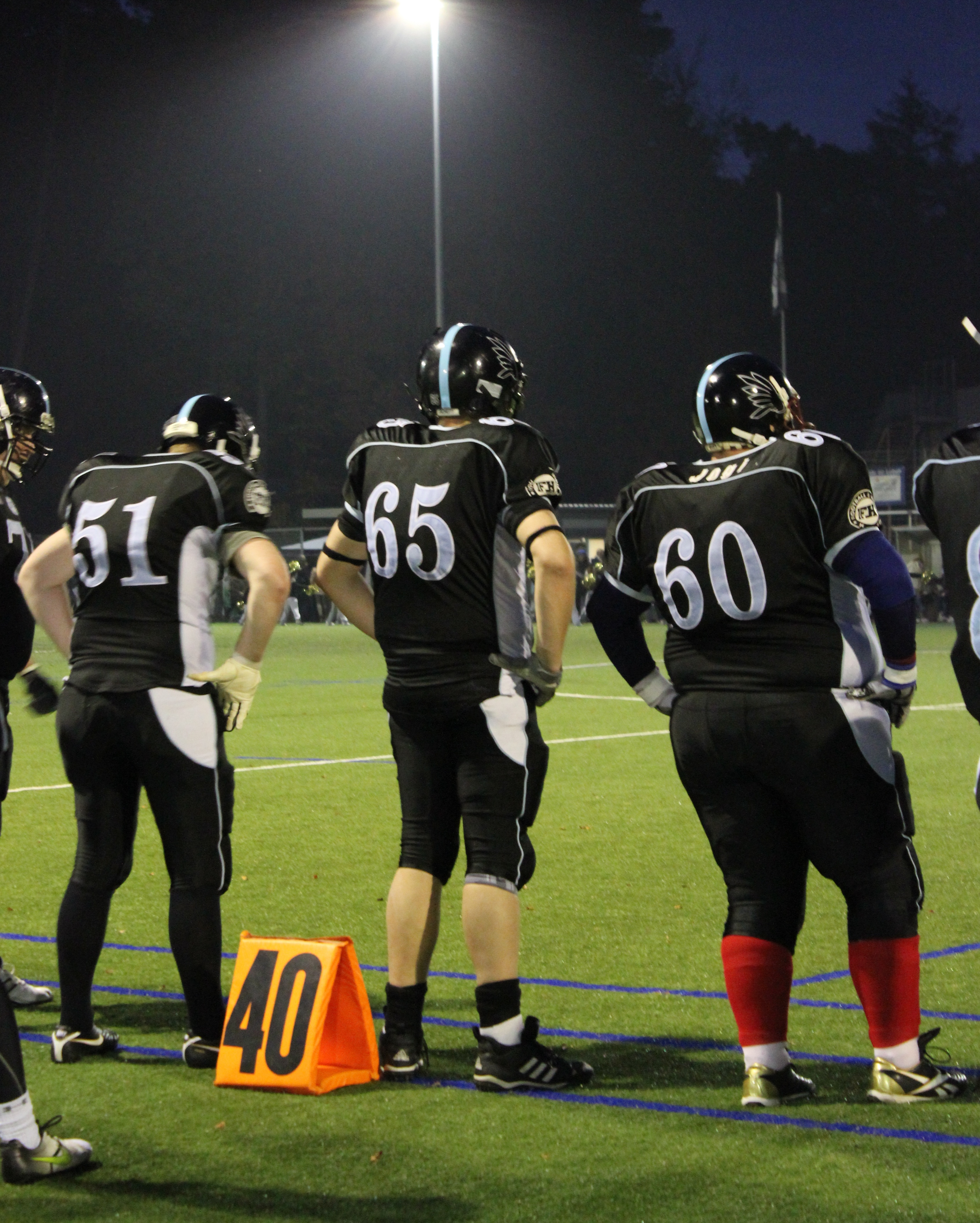
Beispiel für Rückennummern

Die Rückennummern haben üblicherweise eine feste Zuteilung zu den Positionen, nicht zuletzt zur Orientierung der Schiedsrichter. Zwar ist diese Zuordnung nach den Regeln der NCAA nicht zwingend vorgeschrieben, allerdings wird nachdrücklich empfohlen, die Nummern nach dem in der NFL verbindlichen Schema zu vergeben (Siehe NFL Rulebook Regel 5, Sektion 1, Artikel). Für die Offensive Line ist bei mindestens fünf Spielern die Nummerierung mit Nummern zwischen 50 und 79 während normaler Spielzüge allerdings vorgegeben, da sie beispielsweise keine Bälle fangen und den Ball auch sonst nur als freien Ball (z. B. Fumble) berühren bzw. während Passspielzügen vor dem Werfen des Balls nicht nach vorne laufen dürfen.
In der NFL seit 2021 verbindliche und in den anderen Ligen übliche Nummerierung:
- Quarterbacks, Punter und Placekicker: 1–19;
- Runningbacks, Wide Receiver, Tight Ends und H-Backs: 1–49; 80–89
- Offensive Linemen: 50–79;
- Defensive Linemen: 50–79 und 90–99;
- Linebacker: 1–59 und 90–99
- Defensive Backs: 1–49

Des Weiteren gibt es in vielen Teams so genannte retired numbers (zurückgezogene Nummern). Die Nummern gehörten meist früher besonders großartigen Spielern, werden mit diesen assoziiert und zum Andenken an diese Spieler bzw. als Ehrung nicht mehr vergeben.

## Verbreitung

### Weltweit
Der Weltverband International Federation of American Football (IFAF) organisiert unter anderem die American-Football-Weltmeisterschaften und sorgt dafür, dass American Football bei Veranstaltungen wie den World Games 2005 vertreten ist. Seit 1999 werden alle vier Jahre Weltmeisterschaften ausgetragen. Zweimal (1999 in Italien und 2003 in Deutschland) gewann Japan und dreimal (2007 in Japan, 2011 in Österreich und 2015 in den USA) die Vereinigten Staaten, die mit einem Team aus College-Spielern antraten.

### Vereinigte Staaten
American Football ist vor allem in Nordamerika verbreitet. In den USA gilt es seit den 1970er Jahren als die populärste Sportart überhaupt (vorher dominierte Baseball). Praktisch jede High School und jedes College besitzt Teams auf unterschiedlich hohem Leistungsniveau, die in verschiedenen Ligen innerhalb der NCAA bzw. NAIA organisiert sind. Die mehreren hundert Mannschaften in den oberen Ligen des College Football spielen jeden Herbst etwa zwölf Spiele innerhalb ihrer jeweiligen Gruppe.
Die bekannteste nordamerikanische Profiliga ist die National Football League (NFL), die seit 1920 existiert, mithin erst Jahrzehnte nach dem College Football entstand. Das Finale der NFL, der so genannte Super Bowl, ist das wichtigste Fernseh-Event der USA und gilt als weltweit populärste jährliche Einzel-Sport-Veranstaltung. Daneben gab und gibt es immer wieder Konkurrenzligen, etwa die USFL oder die XFL.

### Europa
Im Gegensatz zu den USA, wo Football traditionell von September bis über den Jahreswechsel hinaus gespielt wird (College-Bowl-Spiele Anfang Januar, Super Bowl – seit 2021 – am zweiten Februarsonntag), wird in Europa im Sommerhalbjahr von Frühling bis Herbst gespielt.
Der American Football in Deutschland begann Mitte der 1970er Jahre mit den Frankfurter Löwen (Gründungsjahr 1977) und den Düsseldorf Panthers, wobei meist in Deutschland stationierte US-Soldaten als Spieler und Trainer mitwirkten. Seit 1975 gibt es American Football in Österreich, einige der Vorreiter waren Richard Plenk in Wien und Stefan Herdey in Graz. Seit den 1980ern wird auch American Football in der Schweiz gespielt.
Die höchste reguläre Liga in Deutschland ist die German Football League (GFL), die in eine Nord- und eine Südgruppe mit je 8 Teams zweigeteilt ist (Stand 2019). Das Finale der GFL ist der German Bowl. Unterhalb der GFL befindet sich eine ebenso zweigeteilte 2. Bundesliga mit 16 Mannschaften. Es folgen diverse weitere Ligen (Regionalligen, Oberligen, Verbandsligen, Landesligen, Aufbauligen). Ebenso gibt es umfangreichen Spielbetrieb im Jugendbereich.
Seit Ende der 1980er Jahre wird Football auch auf Hochschulebene gespielt. Das Finale ist der jährlich ausgetragene Hochschulbowl. Kurz darauf treffen sich die besten Hochschulspieler in der universitären Nationalmannschaft, den GERmaniacs.
Die höchste reguläre Liga in Österreich ist die Austrian Football League (AFL). Das Finale der AFL ist der Austrian Bowl.
Seit den 1980ern werden Europameisterschaften unter Nationalmannschaften sowie auf Vereinsebene der Eurobowl, der Euro-Cup und der Federations-Cup, die durch den EFAF-Cup abgelöst wurden, durch die European Federation of American Football (EFAF) ausgetragen. Zur Saison 2014 wurden die europäischen Wettbewerbe neu organisiert, sodass sich seitdem die sechs besten Teams Europas in der Big6 European Football League treffen. Als weiterer Wettbewerb wurde der EFL Bowl eingeführt, in dem die besten nicht in der Big6 vertretenen Vereinsmannschaften aufeinander treffen.
Ab 1991 organisierte die NFL die World League of American Football im Frühjahr. Nach dem Rückzug aller nichteuropäischen Mannschaften folgte 1998 die Umbenennung in NFL Europe. Diese wurde 2007 eingestellt. Seit 2007 versucht die NFL, durch die NFL International Series American Football in Europa populärer zu machen.
Alle vier Jahre gibt es eine American-Football-Europameisterschaft, welche zuletzt 2018 in Finnland stattfand. Amtierender Europameister ist Frankreich, das sich unter dem deutschen Head Coach Patrick Esume den ersten Titel sichern konnte. Rekordsieger ist Finnland mit fünf Titeln, die mit Ausnahme des ersten (1985) sowie des bislang letzten (2000) alle in den 1990er Jahren gewonnen wurden, als die Europameisterschaft noch unregelmäßig in Zweijahres-Intervallen abgehalten wurde.

### China
American Football ist in der Volksrepublik China nicht populär. Erst 2012 wurde mit der American Football League of China die erste Amateurliga gegründet, von der sich 2015 die China Bowl Alliance abspaltete. Seit 2016 existiert mit der China Arena Football League (CAFL) eine professionelle Arena-Football-Liga. 2016 wurde die U-19 American-Football-Weltmeisterschaft in Harbin ausgetragen. Es war das erste internationale Footballturnier in China. Laut CAFL und National Football League (NFL) wuchs die Anzahl an Chinesen im Alter von 15–54, die sich selbst als Fans des American Footballs bezeichnen von 1,6 Millionen im Jahr 2010 auf 14,1 Millionen im Jahr 2013. Probleme bilden die hohe Luftverschmutzung in der Nähe von Metropolregionen, welche ein Spiel im Freien gesundheitlich risikoreich machen.

## Gesundheitsrisiken
Wissenschaftliche Untersuchungen haben einen Zusammenhang zwischen den immer wieder sehr harten Kopfstößen im American Football und Krankheiten wie Alzheimer, Depressionen und Demenz gefunden, die durch Gehirnerschütterungen und zahlreiche Hirntraumata bedingt sein sollen. Diese Krankheiten sind oft Spätfolgen und treten erst 10 bis 20 Jahre nach Karriereende auf. Aus einer 2007 veröffentlichten Studie an 2.552 ehemaligen NFL-Spielern, die am Center for the Study of Retired Athletes an der University of North Carolina durchgeführt wurde, ergab sich ein sehr starker Zusammenhang zwischen der Anzahl der Gehirnerschütterungen und der Rate diagnostizierter Depressionen.
Es zeigte sich, dass von 595 ehemaligen NFL-Spielern, die drei oder mehr Gehirnerschütterungen während ihrer aktiven Laufbahn hatten, 20,2 % an Depression litten. Darüber hinaus wurde bei den 2.552 Untersuchten ein 37 % höheres Risiko festgestellt, an Alzheimer zu erkranken, als bei anderen Männern gleichen Alters.
Wissenschaftler am Center for the Study of Traumatic Encephalopathy (CSTE) der Boston University haben unter Federführung von Ann McKee und Robert Cantu bis zum Jahr 2012 durch Obduktionen der Gehirne eine chronisch traumatische Enzephalopathie (CTE) bei 68 von 85 untersuchten ehemaligen Sportlern festgestellt, darunter bei 34 von 35 untersuchten NFL-Profis. Die Sportler hatten sich wiederholt ein Schädel-Hirn-Trauma in Form von Gehirnerschütterungen zugezogen. Gehirnforscher an der University of California, Los Angeles haben im Jahr 2012 auch bei noch lebenden Ex-Profis CTE mittels PET-Hirnkartierung nachgewiesen.